# Geisterjäger John Sinclair (Hörspielserie von Lübbe-Audio)
Geisterjäger John Sinclair ist eine von Lübbe Audio produzierte Hörspielserie. Sie basiert auf der gleichnamigen Heftromanserie und besteht aus der seit 2000 erscheinenden Edition 2000 und den von 2010 bis 2023 erschienenen Sinclair Classics. Unregelmäßig erscheinen Sondereditionen.

## Edition 2000
Seit dem Jahr 2000 erscheint die Serie unter dem Etikett Edition 2000 bei Lübbe-Audio als komplette Neuproduktion.
Im Gegensatz zu den älteren Hörspielen von Tonstudio Braun ist die Nummerierung in der neuen Serie chronologisch. Die Laufzeit einer regulären Folge beträgt etwa 50 bis 60 Minuten. Ausnahmen sind die Jubiläumsfolgen 100 Das Ende und 150 Eisherz, welche eine Dauer von 124 und 109 Minuten haben.
Unter der Regie von Oliver Döring entstanden 70 Folgen, zwei Sondereditionen, eine Komödie und das Hörbuch Die Rückkehr des Schwarzen Tods. Von Folge 71 bis 179 war Dennis Ehrhardt für die Regie verantwortlich.
Ab Folge 180 (März 2025) soll die Serie von einem neuen Team um Simon Bertling und Christian Hagitte übernommen werden. Die Dialogbücher werden künftig von verschiedenen Autoren wie Emanuel Bergmann (Gabriel Conroy) und Florian Hilleberg (Ian Rolf Hill) verfasst.

### Handlung
Die neue Serie hält sich nur teilweise an die Handlung aus der Romanserie. Zum einen wurden die Geschichten in die heutige Zeit übertragen; z. B. benutzen die Charaktere jetzt moderne Kommunikationsmittel. Des Weiteren gibt es bisweilen gravierende Unterschiede zur Romanserie. Besonders in den ersten Folgen der Edition 2000 wird das Erscheinen des Schwarzen Todes vorbereitet, dies geschieht in der Romanserie nicht. Zudem kehrt in der Edition 2000 Dr. Tod als Halb- bzw. Menschdämon zurück und nicht wie in der Romanserie als normaler Mensch.

### Auszeichnungen
Folge 1 wurde im Jahr 2013 mit einer Goldenen Schallplatte und Folge 77 im Jahr 2016 mit Doppelplatin (Hörbuch-Award) ausgezeichnet.

### Intro
Bei Folge 71, Folge 100 und Folge 180 änderte sich jeweils das Intro der Serie.
Das Lied am Ende der Folgen 1 bis 6 trägt den Titel Age of Darkness und wurde von der Rock-Band CAIN komponiert, das Lied am Ende der Folgen 7 bis 12 heißt Ken I Die und stammt von der Independent-Band Blackmail. Am Ende der Folge 77 wird das Lied Save a Heart von CAIN eingespielt. Der Song trägt den alternativen Titel When Jane and John Depart, in Anspielung auf die Ereignisse des Sinclair-Hörspiels.

### Folgenindex
- 001 Im Nachtclub der Vampire (30. Oktober 2000)
- 002 Die Totenkopf-Insel (30. Oktober 2000)
- 003 Achterbahn ins Jenseits (30. Oktober 2000)
- 004 Damona – Dienerin des Satans (30. Oktober 2000)
- 005 Der Mörder mit dem Januskopf (30. Oktober 2000)
- 006 Schach mit dem Dämon (30. Oktober 2000)
- 007 Das Horror-Schloss im Spessart (11. September 2001)
- 008 Das Mädchen von Atlantis - (I/II) (11. September 2001)
- 009 Das Dämonenauge - (II/II) (11. September 2001)
- 010 Die Horror-Reiter (12. November 2001)
- 011 Kino des Schreckens (12. November 2001)
- 012 Der Hexer von Paris (I/II) (12. November 2001)
- 013 Gefangen in der Mikrowelt (II/II) (26. Februar 2002)
- 014 Knochensaat (26. Februar 2002)
- 015 Die Geister-Braut (26. Februar 2002)
- 016 Die Horror-Cops (I/III) (26. Februar 2002)
- 017 Bills Hinrichtung (II/III) (26. Februar 2002)
- 018 Die teuflischen Puppen (III/III) (26. Februar 2002)
- 019 Der Sensenmann als Hochzeitsgast (10. Dezember 2002)
- 020 Das Buch der grausamen Träume (10. Dezember 2002)
- 021 Die Höllenkutsche (I/II) (10. Dezember 2002)
- 022 Asmodinas Reich (II/II) (10. Februar 2003)
- 023 Der unheimliche Richter (25. Februar 2003)
- 024 Die Drohung (I/III) (10. Juni 2003)
- 025 Ein Friedhof am Ende der Welt (II/III) (10. Juni 2003)
- 026 Das letzte Duell (III/III) (21. August 2003)
- 027 Asmodinas Todesengel (21. August 2003)
- 028 Das Eisgefängnis (30. April 2004)
- 029 Die grausamen Ritter (I/II) (30. April 2004)
- 030 Die Drachensaat (II/II) (30. April 2004)
- 031 Der Würfel des Unheils (16. November 2004)
- 032 Dr. Tods Monsterhöhle (16. November 2004)
- 033 Die Eisvampire (12. Dezember 2005)
- 034 Mr. Mondos Monster (I/II) (12. Dezember 2005)
- 035 Königin der Wölfe (II/II) (2. Juni 2006)
- 036 Der Todesnebel (2. Juni 2006)
- 037 Dr. Tods Horrorinsel (12. Juni 2007)
- 038 Im Land des Vampirs (I/III) (12. Juni 2007)
- 039 Schreie in der Horror-Gruft (II/III) (14. August 2007)
- 040 Mein Todesurteil (III/III) (14. August 2007)
- 041 Die Schöne aus dem Totenreich (11. Dezember 2007)
- 042 Blutiger Halloween (11. Dezember 2007)
- 043 Ich flog in die Todeswolke (I/II) (7. April 2008)
- 044 Das Elixier des Teufels (II/II) (13. Mai 2008)
- 045 Die Teufelsuhr (15. Juli 2008)
- 046 Myxins Entführung (15. Juli 2008)
- 047 Die Werwolf-Sippe (I/II) (10. Februar 2009)
- 048 Lupinas Todfeind (II/II) (10. Februar 2009)
- 049 Ich jagte Jack the Ripper (14. April 2009)
- 050 Zombies in Manhattan (14. April 2009)
- 051 Mannequins mit Mörderaugen (I/II) (16. Juni 2009)
- 052 Horrortrip zur Schönheitsfarm (II/II) (16. Juni 2009)
- 053 Dämonen im Raketencamp (11. August 2009)
- 054 Ein schwarzer Tag in meinem Leben (11. August 2009)
- 055 Fenris, Der Götterwolf (27. Februar 2010)
- 056 Eine schaurige Warnung (27. Februar 2010)
- 057 Im Jenseits verurteilt (I/II) (26. Juni 2010)
- 058 Asmodinas Todeslabyrinth (II/II) (24. Juli 2010)
- 059 Das Erbe des Schwarzen Tods (25. September 2010)
- 060 Ich stieß das Tor zur Hölle auf (I/III) (23. Oktober 2010)
- 061 Im Zentrum des Schreckens (II/III) (13. November 2010)
- 062 Bring mir den Kopf von Asmodina (III/III) (27. November 2010)
- 063 Tokatas Todesspur (14. Januar 2011)
- 064 Um Mitternacht am Galgenberg (17. März 2011)
- 065 Das Vampirnest (21. April 2011)
- 066 Hexenwahn (20. Mai 2011)
- 067 Die Gruft mit dem Höllenauge (22. Juli 2011)
- 068 Die Leichenkutsche von London (16. September 2011)
- 069 Der Ripper kehrt zurück (I/II) (11. November 2011)
- 070 Die Hexeninsel (II/II) (25. November 2011)
- 071 Der Mann, der nicht sterben konnte (20. Januar 2012)
- 072 Das Ölmonster (16. März 2012)
- 073 Die Werwolf-Elite (I/II) (7. April 2012)
- 074 Lupinas Sohn (II/II) (18. Mai 2012)
- 075 Albtraum in Atlantis (20. Juli 2012)
- 076 Herrin der Dunkelwelt (17. August 2012)
- 077 Der lächelnde Henker (12. Oktober 2012)
- 078 Die Todesgöttin (16. November 2012)
- 079 Stellas Rattenkeller (11. Januar 2013)
- 080 Sieben Siegel der Magie (I/III) (14. März 2013)
- 081 Allein in der Drachenhöhle (II/III) (14. März 2013)
- 082 Macht und Mythos (III/III) (14. März 2013)
- 083 Ein Leben unter Toten (19. April 2013)
- 084 Ewige Schreie (21. Juni 2013)
- 085 Kalis Schlangengrube (I/II) (16. August 2013)
- 086 Terror der Tongs (II/II) (20. September 2013)
- 087 Schlucht der stummen Götter (I/II) (17. November 2013)
- 088 Die Leichenstadt (II/II) (20. Dezember 2013)
- 089 In den Krallen der roten Vampire (17. Januar 2014)
- 090 Belphégors Rückkehr (I/II) (13. März 2014)
- 091 Der Höllenwurm (II/II) (15. April 2014)
- 092 Satans Eulen (16. Mai 2014)
- 093 Der Pesthügel von Shanghai (18. Juli 2014)
- 094 Verdammt und begraben (15. August 2014)
- 095 Der Schädelthron (16. September 2014)
- 096 Pandoras Botschaft (15. November 2014)
- 097 Die Tochter des Totengräbers (18. Dezember 2014)
- 098 Treffpunkt Leichenhaus (I/II) (12. Februar 2015)
- 099 Das gläserne Grauen (II/II) (12. März 2015)
- 100 Das Ende (13. März 2015)
- 101 Der Hexenwürger von Blackmoore (I/II) (18. Juni 2015)
- 102 Wikkas Rache (II/II) (16. Juli 2015)
- 103 Ghoul-Parasiten (10. September 2015)
- 104 Die magische Bombe (8. Oktober 2015)
- 105 Shimadas Mordaugen (I/III) (14. Januar 2016)
- 106 Xorrons Totenheer (II/III) (12. Februar 2016)
- 107 Der Kampf mit den Giganten (III/III) (11. März 2016)
- 108 Satans Knochenuhr (13. Mai 2016)
- 109 Sieben Dolche für den Teufel (14. Juli 2016)
- 110 Die Träne des Teufels (I/II) (12. August 2016)
- 111 Abrechnung mit Jane Collins (II/II) (9. September 2016)
- 112 Tal der vergessenen Toten (9. Dezember 2016)
- 113 Mandraka, der Schwarzblut-Vampir (I/IV) (16. Februar 2017)
- 114 Die Eismeer-Hexe (II/IV) (16. März 2017)
- 115 Planet der Magier (III/IV) (24. April 2017)
- 116 Die Totenmaske aus Atlantis (IV/IV) (26. Mai 2017)
- 117 Zombies auf dem Roten Platz (21. Juli 2017)
- 118 Die Kreuzweg-Legende (29. September 2017)
- 119 Drei Herzen aus Eis (I/IV) (26. Januar 2018)
- 120 Die goldenen Skelette (II/IV) (23. Februar 2018)
- 121 Die Geburt des Schwarzen Tods (III/IV) (29. März 2018)
- 122 Inferno in der Alptraum-Schlucht (IV/IV) (27. April 2018)
- 123 Alvas Feuerkuss (27. Juli 2018)
- 124 Die Rache der Horror-Reiter (31. August 2018)
- 125 Zombies aus dem Höllenfeuer (I/IV) (26. Oktober 2018)
- 126 Die Rache der Großen Alten (II/IV) (30. November 2018)
- 127 Zwei Schwerter gegen die Hölle (III/IV) (21. Dezember 2018)
- 128 Hemators tödliche Welt (IV/IV) (31. Januar 2019)
- 129 Gruft der wimmernden Seelen (28. Februar 2019)
- 130 Mirandas Monsterwelt (29. April 2019)
- 131 Zombie-Ballade (31. Mai 2019)
- 132 Der Ghoul, der meinen Tod bestellte (31. Juli 2019)
- 133 Mörderische Weihnachten (4. Oktober 2019)
- 134 Die Lebende Legende (I/II) (29. November 2019)
- 135 Ninja, Zombies und Shimada (II/II) (20. Dezember 2019)
- 136 Vampir-Express (I/II) (28. Februar 2020)
- 137 Kampf um Lady X (II/II) (27. März 2020)
- 138 Albtraum-Comic (29. Mai 2020)
- 139 Werwolf-Omen (29. Juni 2020)
- 140 Shimadas Höllenschloss (I/II) (28. August 2020)
- 141 Shao (II/II) (30. September 2020)
- 142 Das Grauen aus dem Bleisarg (21. Dezember 2020)
- 143 Der unheimliche Shaolin (I/II) (29. Januar 2021)
- 144 Im Tempel des Drachen (II/II) (26. Februar 2021)
- 145 Villa Frankenstein (30. April 2021)
- 146 Meine Henkersmahlzeit (28. Mai 2021)
- 147 Die Schwert-Legende (I/II) (30. Juli 2021)
- 148 Ninja-Rache (II/II) (27. August 2021)
- 149 Die Rache des Kopflosen (26. November 2021)
- 150 Eisherz (17. Dezember 2021)
- 151 Samarans Todeswasser (I/II) (25. Februar 2022)
- 152 Todesfalle unter Wasser (II/II) (25. März 2022)
- 153 Ihr Freund, der Ghoul (27. Mai 2022)
- 154 Ich und der Poltergeist (24. Juni 2022)
- 155 Die schwebenden Leichen von Prag (I/II) (26. August 2022)
- 156 Höllen-Friedhof (II/II) (30. September 2022)
- 157 Geister-Dämmerung (25. November 2022)
- 158 Londons Gruselkammer Nr. 1 (27. Januar 2023)
- 159 Skylla, die Menschenschlange (31. März 2023)
- 160 Die Unheimliche vom Schandturm (28. April 2023)
- 161 Jenseits-Melodie (30. Juni 2023)
- 162 Das Vampir-Internat (25. August 2023)
- 163 Die Werwolf-Schlucht (29. September 2023)
- 164 Baals Opferdolch (I/II) (27. Oktober 2023)
- 165 Mit Blut geschrieben (II/II) (24. November 2023)
- 166 Der Doge, sein Henker und ich (15. Dezember 2023)
- 167 Teufelsspuk und Killer-Strigen (26. Januar 2024)
- 168 Der grausame Wald (I/II) (1. März 2024)
- 169 Lupina gegen Mandragoro (II/II) (22. März 2024)
- 170 Ein Grab aus der Vergangenheit (26. April 2024)
- 171 Kalis tödlicher Spiegel (31. Mai 2024)
- 172 Das Erbe der Templer (28. Juni 2024)
- 173 Im Namen der Hölle (26. Juli 2024)
- 174 Das Richtschwert der Templer (I/II) (30. August 2024)
- 175 Der Grusel-Star (II/II) (27. September 2024)
- 176 Aibon - Land der Druiden (29. November 2024)
- 177 Verliebt, verlobt und eingesargt (13. Dezember 2024)
- 178 Jiri, der Flammenteufel (31. Januar 2025)
- 179 Kathedrale der Angst (28. Februar 2025)
- 180 Horror-Hochzeit (28. März 2025)
- 181 Zeit der Grausamen (25. April 2025)

## Sondereditionen
Die Sondereditionen sind deutlich länger als die normalen Folgen. Die Hörspiele Der Pfähler, Hexenküsse, Voodoo-Land und Melinas Mordgespenster, sowie alle Sondereditionen ab Oculus – Im Auge des Sturms, bestehen aus jeweils 2 CDs. Brandmal, basierend auf dem gleichnamigen Buch von Mark Benecke und Florian Hilleberg, besteht aus 3 CDs.
Die ersten beiden Sondereditionen sind zeitlich vor der Serie angesetzt, die Komödie steht für sich. Die Sonderedition 2 Der Pfähler enthält neben dem Hörspiel noch einen Soundtrack sowie Outtakes der Serie. Sonderedition 3 Dark Symphonies – Angst über London enthält zusätzlich zum Hörspiel eine Audio-CD mit 20 Liedern als Hommage an John Sinclair.
Abgesehen von einer Ausnahme sind die Sondereditionen jeweils in sich abgeschlossene Geschichten. Bei den Sondereditionen 8 und 9 handelt es sich um den Oculus-Zweiteiler von Wolfgang Hohlbein, in dem Robert Craven aus Der Hexer von Salem mitspielt. Gesprochen wurde Craven dabei von Achim Buch.
- 01 Der Anfang (Veröffentlichung: 15. Juli 2002)
- 02 Der Pfähler (Veröffentlichung: 9. Mai 2005)
- 03 Dark Symphonies – Angst über London (Veröffentlichung: 28. September 2012)
- 04 Hexenküsse (Veröffentlichung: 13. Dezember 2013)
- 05 Voodoo-Land (Veröffentlichung: 12. November 2015)
- 06 Melinas Mordgespenster (Veröffentlichung: 14. Oktober 2016)
- 07 Brandmal (Veröffentlichung: 29. September 2017)
- 08 Oculus – Im Auge des Sturms (I/II) (Veröffentlichung: 29. September 2017)
- 09 Oculus – Das Ende der Zeit (II/II) (Veröffentlichung: 26. Oktober 2017)
- 10 Das andere Ufer der Nacht (Veröffentlichung: 24. November 2017)
- 11 Deadwood – Stadt der Särge (Veröffentlichung: 29. Juni 2018)
- 12 Engel? (Veröffentlichung: 28. September 2018)
- 13 Der Unheimliche von Dartmoor (Veröffentlichung: 1. November 2019)
- 14 Die Blutorgel (Veröffentlichung: 30. Oktober 2020)
- 15 Tödliche Märchen (Veröffentlichung: 29. Oktober 2021)
- 16 Totenkopf-TV (Veröffentlichung: 16. Dezember 2022)
- 17 Das Horror-Restaurant (25. Oktober 2024)

## Sinclair Classics
Seit März 2010 erschien die durch Lübbe Audio produzierte Hörspielserie Sinclair Classics. Diese vertont die Sinclair-Abenteuer aus den Gespenster-Krimis, welche zeitlich vor der Edition 2000 spielen. Die Serie greift auf dieselben Sprecher wie die Edition 2000 zurück. Die Neuauflage der Sonderedition Der Anfang bildete den Anfang der Serie. Da es sich um ein Prequel handelt, wird John Sinclairs späterer Beiname Geisterjäger nicht im Titel der Classics verwendet.
Ab Folge 10 spricht Dietmar Wunder John Sinclair, um den Altersunterschied zwischen den Classics und der Edition 2000 hervorzuheben. Wunder übernahm die Rolle später auch in der Edition 2000.
Des Weiteren wurde die chronologische Reihenfolge der Romanvorlagen aus dem Gespenster-Krimi ab Folge 9 nicht mehr eingehalten. So ist Die Nacht des schwarzen Drachen nach der Original-Reihenfolge eigentlich erst Nr. 39. Die Classics kehrten erst ab Folge 28 Die Geisterhöhle wieder zur originalen Nummerierung der Romanhefte zurück.
Die Vertonung des Romans Der Unheimliche von Dartmoor (GK 163), welche als Adaption eines Gespenster-Krimis eigentlich Teil der Classics-Reihe wäre, wurde ausgelassen und stattdessen außerhalb der Serie als Sonderedition 13 veröffentlicht.
Am 27. Oktober 2022 gab Lübbe Audio bekannt, dass die Classics-Serie mit der im Mai 2023 erschienenen Folge 50 Die Katakomben von Paris beendet wird. Die letzte Folge verbindet die Classics mit dem Anfang der regulären Edition 2000, sowie der Sonderedition "Der Pfähler", welche zwischen beiden Serien spielt.

### Intro
Für die Folgen 2 bis 9 wurde ein von Wolfgang Pampel eingesprochenes Intro verwendet, das an die erste Titelsequenz der Edition 2000 angelehnt war. Folge 10 bis 50 wurde eine Instrumentalversion der zweiten "Edition 2000"-Titelsequenz.

### Folgenindex
- 01 Der Anfang (20. März 2010)
- 02 Mörder aus dem Totenreich (20. März 2010)
- 03 Dr. Satanos (29. Mai 2010)
- 04 Das Leichenhaus der Lady L. (28. August 2010)
- 05 Sakuro, der Dämon (13. November 2010)
- 06 Friedhof der Vampire (18. Februar 2011)
- 07 Die Töchter der Hölle (24. Juni 2011)
- 08 Das Rätsel der gläsernen Särge (19. August 2011)
- 09 Die Nacht des Schwarzen Drachen (14. November 2011)
- 10 Die Insel der Skelette (17. Februar 2012)
- 11 Der Blutgraf (22. Juni 2012)
- 12 Das Höllenheer (22. September 2012)
- 13 Amoklauf der Mumie (30. November 2012)
- 14 Dämonos (15. Februar 2013)
- 15 Die Bräute des Vampirs (17. Mai 2013)
- 16 Der Gnom mit den Krallenhänden (19. Juli 2013)
- 17 Die teuflischen Schädel (11. Oktober 2013)
- 18 Die Armee der Unsichtbaren (14. Februar 2014)
- 19 Horrorfest am Galgenhügel (13. Juni 2014)
- 20 Doktor Tod (7. Oktober 2014)
- 21 Bruderschaft des Satans (15. Januar 2015)
- 22 See des Schreckens (15. Mai 2015)
- 23 In Satans Diensten (13. August 2015)
- 24 Hochzeit der Vampire (10. Dezember 2015)
- 25 Dr. Tods Höllenfahrt (15. April 2016)
- 26 Der Fluch aus dem Dschungel (10. Juni 2016)
- 27 Wenn der Werwolf heult (11. November 2016)
- 28 Die Geisterhöhle (13. Januar 2017)
- 29 Der Hexenclub (28. Juni 2017)
- 30 Das Phantom von Soho (25. August 2017)
- 31 Die Drachenburg (26. Oktober 2017)
- 32 Das Todeskabinett (21. Dezember 2017)
- 33 Irrfahrt ins Jenseits (25. Mai 2018)
- 34 Die Todesgondel (28. September 2018)
- 35 Der Voodoo-Mörder (29. März 2019)
- 36 Die Rache der roten Hexe (28. Juni 2019)
- 37 Zirkus Luzifer (30. August 2019)
- 38 Die Totenkopf-Gang (31. Januar 2020)
- 39 Die Killerpuppen (1. Mai 2020)
- 40 Der Albtraum-Friedhof (28. Juli 2020)
- 41 Der schwarze Würger (27. November 2020)
- 42 Das Hochhaus der Dämonen (26. März 2021)
- 43 Der Hexer mit der Flammenpeitsche (25. Juni 2021)
- 44 Die Spinnen-Königin (30. September 2021)
- 45 Das Todeskarussell (28. Januar 2022)
- 46 Der Fluch der schwarzen Hand (29. April 2022)
- 47 Flugvampire greifen an (29. Juli 2022)
- 48 Im Haus des Schreckens (28. Oktober 2022)
- 49 Die Rache des Kreuzritters (24. Februar 2023)
- 50 Die Katakomben von Paris (26. Mai 2023)

## Specials

### Komödien
Die erste Komödie mit Geisterjäger John Sinclair entstand unter der Regie von Oliver Döring und wurde 2005 veröffentlicht.
Mit dem Hörspiel Mein erster Fall erschien 2016 eine zweite Parodie. Diese stammt von Dennis Ehrhardt und war ursprünglich der Classics-Folge 25 Dr. Tods Höllenfahrt als Bonus-CD beigelegt. Mein erster Fall wurde außerdem in geringer Zahl als separate CD-Veröffentlichung aufgelegt und trug in dieser Edition die Folgennummer 0.
- Die Comedy (Veröffentlichung: 28. Oktober 2005)
- 0 Mein erster Fall (Veröffentlichung: 29. April 2016)

### Folge 2000
Am 8. November 2016 wurde in der Heftromanserie der Jubiläumsband 2000 Das Höllenkreuz von Jason Dark veröffentlicht. Zum Auftakt dieses Anlasses hatte der Bastei-Verlag kurz zuvor die erste offizielle John-Sinclair-Convention in Köln gefeiert. Wenige Tage später, am 11. November 2016, erschien Folge 2000 Das Höllenkreuz weiterhin auch als Sonderfolge der Edition-2000-Hörspiele in doppelter Länge. Neben einer normalen Version bestehend aus zwei CDs wurde Folge 2000 auch als Box-Set in Form einer Limited Edition veröffentlicht, das neben der regulären CD auch eine Vinyl-Ausgabe als Doppel-LP, sowie eine Edition in Form zweier Musikkassetten enthält. Außerdem waren der limitierten Ausgabe auch eine John-Sinclair-Tragetasche sowie Download-Gutscheine für das Hörspiel und das zugehörige E-Book beigelegt. Da der Roman erst zu einem späteren Zeitpunkt spielt, wurde Das Höllenkreuz für diese Adaption entsprechend an die Handlung der damals aktuellen Hörspiele angepasst. Unter anderem werden somit in der Hörspielversion von Folge 2000 das Druidenland Aibon und der Rote Ryan eingeführt. Der Luzifer-Diener Matthias, auf welchen John Sinclair hier im Hörspiel zum ersten Mal trifft, spielt in den originalen Romanen eigentlich erst ab Band 1575 Luzifers Angriff mit, womit seine Einführung für die Hörspiel-Adaption des Jubiläumsromans vorgezogen werden musste.
Die Folge 2000 ist kein offizieller Teil des Serienkanons, weshalb die Ereignisse aus Das Höllenkreuz in der Edition 2000 vollständig ignoriert wurden. In der regulären Hörspielserie wurde das Druidenland Aibon erst später in Folge 161 Jenseits-Melodie eingeführt.
- 2000 Das Höllenkreuz (Veröffentlichung: 11. November 2016)

### Villa Wahnsinn
Zum 50-jährigen Jubiläum von Geisterjäger John Sinclair wurde am 13. Juli 2023 – exakt 50 Jahre nach dem Erscheinen des ersten Romans Die Nacht des Hexers – das Jubiläumshörspiel Villa Wahnsinn in doppelter Länge veröffentlicht. Das Hörspiel basiert lose auf dem gleichnamigen Jubiläumsbuch von Jason Dark und wurde auch auf zwei Schallplatten als exklusive Picture Vinyl mit vier Motiven des Künstlers Timo Wuerz veröffentlicht.
- Villa Wahnsinn (Veröffentlichung: 13. Juli 2023)

## Crossovers
Im April 2013 wurde mit der Edition-2000-Folge 83 Ein Leben unter Toten erstmals ein Hörspiel-Crossover von John Sinclair zu einer anderen Hörspielreihe realisiert. Die Folge 21 Herbstwind der Hörspielserie Dorian Hunter ist inhaltlich mit der Sinclair-Folge 83 identisch, jedoch erzählen beide Folgen die Handlung aus der Sicht des jeweils anderen. In der Sonderedition 11 Deadwood - Stadt der Särge gab es ein weiteres Crossover mit Dorian Hunter und der Hexe Coco Zamis.
Des Weiteren gab es einige Hörspiele, in denen der französische Parapsychologe Professor Zamorra und seine Kampfgefährtin Nicole Duval mitwirken. Bei den Hörspielen mit Zamorra handelt es sich um die Classics 50 Die Katakomben von Paris, sowie die Edition-2000-Folgen 12 Der Hexer von Paris, 13 Gefangen in der Mikrowelt und 65 Das Vampirnest. Darüber hinaus hat die weiße Hexe Damona King einen Gastauftritt in der Edition-2000-Folge 27 Asmodinas Todesengel. Professor Zamorra und Damona King sind ebenfalls Bastei-Serienhelden mit ihren eigenen Heftromanreihen und traten auch in den originalen John-Sinclair-Romanen auf.
In Folge 100 taucht Helmut Winkelmann auf und erklärt er sei der John der Vergangenheit und somit der John Sinclair der Serie Geisterjäger John Sinclair (Hörspielserie von Tonstudio Braun).
In den Sondereditionen 8 Oculus – Im Auge des Sturms und 9 Oculus – Das Ende der Zeit gab es zudem ein Crossover mit dem Hexer von Salem. Die beiden Oculus-Taschenbücher, die den Hörspielen als Vorlage dienten, stammen wie die Hexer-Romanreihe aus der Feder von Wolfgang Hohlbein.
Es gab weiterhin auch ein inoffizielles Hörspiel-Crossover zwischen Geisterjäger John Sinclair und Tony Ballard. In Folge 16 Die Vampir-Klinik der Hörspielserie Tony Ballard hat John einen Auftritt als Freund des titelgebenden Privatdetektivs. Zusammen mit Faith van Helsing gelingt es den Dämonenjägern, den Vampir Torack und seine Diener aufzuhalten. John wird hier von seinem regulären Sprecher aus der Edition 2000, Dietmar Wunder, gesprochen. Der Nachname Sinclair wird im Hörspiel allerdings nicht genannt. Tony Ballard und John Sinclair ermittelten zuvor bereits in der Heftromanserie bei einigen Fällen Seite an Seite.
Im Rahmen der Sonderedition 16 Totenkopf-TV kam es im Dezember 2022 zu einem Crossover mit der satirischen Filmreihe Die schlechtesten Filme aller Zeiten des Fernsehsenders Tele 5. Die beiden SchleFaZ-Moderatoren Oliver Kalkofe und Peter Rütten sprechen sich im Hörspiel selbst.

## Chronologie der Handlung aller Folgen
Die Chronologie der Hörspiele entspricht nicht gänzlich der Romanserie. Darüber hinaus wurde auch die Handlung verändert. Die Hörspielserie stellt somit eine Nacherzählung dar.
Die Classic-Serie spielt vor der Hauptserie. Da die Hauptserie zeitlich viel früher produziert wurde, entstehen so teilweise auch Widersprüche im zeitlichen Zusammenhang. So postet John in der Classic-Serie schon in Facebook, während zu Beginn der Hauptserie gerade die ersten Mobiltelefone auftauchen, zum Beispiel bei Damona, der Dienerin des Satans (JS4). Die Handlung bleibt aber in sich schlüssig, von Ausnahmen wie in JSC11 Der Blutgraf abgesehen.
In der Übersicht sind die Special Editions (SE) nach Erscheinungsdatum einsortiert, passen aber als in sich abgeschlossene Teile in die Handlung. Die SE01 ist die erste Folge, wurde aber als erster Teil der Classic-Serie ein weiteres Mal veröffentlicht. SE02 wurde adäquat dem Booklet von Der Pfähler zwischen der Classic-Serie und der Hauptserie eingeordnet. Dies ist abweichend von der Romanserie. Dort spielt diese Folge erst zu einem späteren Zeitpunkt.
| Nr. | Folge       | Titel                               | Vorlage                    | Besonderheiten |
| 1   | SE01 / JSC1 | Der Anfang                          | GK001                      | Erster Auftritt von John Sinclair, Sir James Powell, Bill Conolly, Glenda Perkins und Jane Collins. Erster Auftritt des Hexers Ivan Orgow. John Sinclair bekommt es zum ersten Mal in seinem Leben mit dem Übersinnlichen zu tun. |
| 2   | JSC2        | Mörder aus dem Totenreich           | GK010                      | Erster Auftritt des Spuks. |
| 3   | JSC3        | Dr. Satanos                         | GK017                      | Erster Auftritt von Marvin Mondo (Dr. Satanos nennt ihn nur beim Vornamen). |
| 4   | JSC4        | Das Leichenhaus der Lady L.         | GK025                      | Johns erstes Aufeinandertreffen mit einem Vampir. |
| 5   | JSC5        | Sakuro, der Dämon                   | GK031                      | Erster Auftritt von Sheila Hopkins. Bill Conolly lernt seine künftige Frau Sheila Hopkins kennen. Erste Erwähnung von Pater Ignatius. |
| 6   | JSC6        | Friedhof der Vampire                | GK034                      | Erster Einsatz von (allerdings noch ungeweihten) Silberkugeln, erste Erwähnung des Kreuzes von Hesekiel. |
| 7   | JSC7        | Die Töchter der Hölle               | GK038                      | John realisiert, dass er das Kreuz, das das Zeichen des Sohns des Lichts ist, bereits besitzt. |
| 8   | JSC8        | Das Rätsel der gläsernen Särge      | GK042                      | Erster Auftritt von Mary Sinclair. John beschließt, künftig stets eine mit Silberkugeln geladene Ersatz-Beretta mitzuführen. Erster Auftritt von Ghouls, erste Andeutung auf Xorron, dem Herren der Ghouls. |
| 9   | JSC9        | Die Nacht des Schwarzen Drachen     | GK168                      | Erster Auftritt von Suko. John lernt Suko kennen. Letzte Classic-Folge mit Frank Glaubrecht als Sinclair-Sprecher. Letzte Classic-Folge mit Oliver Döring als Regisseur. |
| 10  | JSC10       | Die Insel der Skelette              | GK074                      | Erste Erwähnung von Asmodis. Erste Folge mit Dietmar Wunder als John-Sinclair-Sprecher. Erste Folge mit Dennis Ehrhardt als Regisseur. |
| 11  | JSC11       | Der Blutgraf                        | GK077                      | Panne in der Handlung: In dieser Folge sind Bill und Sheila Conolly schon verheiratet. Das ist in den nächsten Folgen nicht der Fall. |
| 12  | JSC12       | Das Höllenheer                      | GK080                      | Erster Auftritt von Mandra Korab. Erste Begegnung mit Anhängern der indischen Gottheit Kali. John lernt Mandra Korab kennen. Ein Unbekannter bemächtigt sich mittels Täuschung des Kreuzes. |
| 13  | JSC13       | Amoklauf der Mumie                  | GK085                      | Erster Auftritt einer Mumie. |
| 14  | JSC14       | Dämonos                             | GK049                      | Erster Auftritt des Silberdolchs aus Babylon. Nach dem Tod von Dämonos geht er in Johns Besitz über. Außerdem erhält er das Kreuz zurück, welches erstmals magisch reagiert. Weiterhin werden Baal und die Mythologie des alten Babyloniens zum ersten Mal erwähnt. Erste Andeutung auf die Sieben Siegel der Magie. |
| 15  | JSC15       | Die Bräute des Vampirs              | GK057                      | Erster Einsatz des Kreuzes. |
| 16  | JSC16       | Der Gnom mit den Krallenhänden      | GK061                      | |
| 17  | JSC17       | Die teuflischen Schädel             | GK066                      | |
| 18  | JSC18       | Die Armee der Unsichtbaren          | GK070                      | |
| 19  | JSC19       | Horrorfest am Galgenhügel           | GK089                      | |
| 20  | JSC20       | Doktor Tod                          | GK094                      | Erster Auftritt von Pater Ignatius. Erster Auftritt von Doktor Tod und Asmodis. |
| 21  | JSC21       | Bruderschaft des Satans             | GK098                      | John erhält den Kelch des Feuers. Erste Anspielung auf Madam Taniths Kristallkugel, das Gegenstück des Kelches. Asmodis wendet sich zum ersten Mal direkt an John und leitet damit eine neue Phase des Kampfes ein. |
| 22  | JSC22       | See des Schreckens                  | GK100                      | |
| 23  | JSC23       | In Satans Diensten                  | GK105                      | Dr. Tod raubt das Kreuz und fügt John die sichelförmige Narbe zu. |
| 24  | JSC24       | Hochzeit der Vampire                | GK110                      | John lernt Jane Collins kennen. |
| 25  | JSC25       | Dr. Tods Höllenfahrt                | GK113                      | Erster Auftritt von Nadine Berger. John erhält den Silbernen Nagel, mit dem sich Dr. Tod selbst tötet, um das Versteck des Kreuzes nicht verraten zu müssen. |
| 26  | JSC26       | Der Fluch aus dem Dschungel         | GK122                      | John wird zum Oberinspektor befördert. Erster Hinweis auf Atlantis und die Totenmaske aus Atlantis. |
| 27  | JSC27       | Wenn der Werwolf heult              | GK117                      | Erster Kampf mit Werwölfen. John und Jane sind ein Paar geworden. |
| 28  | JSC28       | Die Geisterhöhle                    | GK120                      | |
| 29  | JSC29       | Der Hexenclub                       | GK125                      | |
| 30  | JSC30       | Das Phantom von Soho                | GK129                      | Erster Einsatz der magischen Kreide. |
| 31  | JSC31       | Die Drachenburg                     | GK134                      | |
| 32  | JSC32       | Das Todeskabinett                   | GK137                      | |
| 33  | JSC33       | Irrfahrt ins Jenseits               | GK141                      | |
| 34  | JSC34       | Die Todesgondel                     | GK144                      | |
| 35  | JSC35       | Der Voodoo-Mörder                   | GK148                      | Erster Auftritt von Will Mallmann. |
| 36  | JSC36       | Die Rache der roten Hexe            | GK153                      | |
| 37  | JSC37       | Zirkus Luzifer                      | GK157                      | Suko hat seine Polizeiausbildung inzwischen abgeschlossen. |
| 38  | JSC38       | Die Totenkopf-Gang                  | GK160                      | Am Ende der Folge gibt es eine Überleitung zur Sonderedition 13. |
| 39  | SE13        | Der Unheimliche von Dartmoor        | GK163                      | John ermittelt verdeckt im Her Majesty’s Prison in Dartmoor. Suko wird offiziell in das Sinclair-Team aufgenommen. |
| 40  | JSC39       | Die Killerpuppen                    | GK172                      | |
| 41  | JSC40       | Der Albtraum-Friedhof               | GK176                      | |
| 42  | JSC41       | Der schwarze Würger                 | GK180                      | |
| 43  | JSC42       | Das Hochhaus der Dämonen            | GK183                      | |
| 44  | JSC43       | Der Hexer mit der Flammenpeitsche   | GK188                      | Erster Auftritt des Erzdämons Belphégor. |
| 45  | JSC44       | Die Spinnen-Königin                 | GK196                      | |
| 46  | JSC45       | Das Todeskarussell                  | GK200                      | John bekommt es in Südengland mit Dienern des Urdämons Belphégor zu tun. |
| 47  | JSC46       | Der Fluch der schwarzen Hand        | GK202                      | |
| 48  | JSC47       | Flugvampire greifen an              | GK205                      | |
| 49  | JSC48       | Im Haus des Schreckens              | GK208                      | |
| 50  | JSC49       | Die Rache des Kreuzritters          | GK215                      | Letzte Vertonung eines Romans aus dem Gespenster-Krimi. |
| 51  | JSC50       | Die Katakomben von Paris            | Heft 55                    | Erster Auftritt des französischen Parapsychologen Professor Zamorra. Erster Auftritt des schwarzen Tods. Belphégor verbündet sich mit dem mächtigen Waldgeist Mandragoro. John erfährt, dass Dr. Tod das geraubte Silberkreuz vor vielen Monaten an Belphégor übergeben hat. In den Katakomben von Paris gelingt es Sinclair schließlich, den verlorenen Talisman wieder in seinen Besitz zu bringen. Asmodis will bald einen Superdämon erwecken, der sich um John kümmern soll. Am Ende der Folge gibt es eine Überleitung zum Vampirfall in Sonderedition 2, sowie zum vermeintlichen Poltergeistfall aus Folge 1 der Edition 2000. |
| 52  | SE02        | Der Pfähler                         | Heft 33-35                 | Erster Auftritt von Frantisek Marek und Lady Sarah Goldwyn. John erfährt, dass sein Kreuz früher einmal König Salomon, Richard Löwenherz und dem Templerführer Hector de Valois gehört haben soll. Erste Aktivierung des Kreuzes durch Ausruf der Namen der Erzengel Michael, Rafael, Gabriel und Uriel. Laut dem Text auf dem CD-Schuber sind zu diesem Zeitpunkt zwei Jahre seit den Ereignissen von Der Anfang vergangen. |
| 53  | JS1         | Im Nachtclub der Vampire            | Heft 1                     | John erhält erste Hinweise, dass ein Superdämon wiedererweckt werden soll. |
| 54  | JS2         | Die Totenkopf-Insel                 | Heft 2                     | |
| 55  | JS3         | Achterbahn ins Jenseits             | Heft 3                     | Erste Erwähnung des Superdämons „Der Schwarze Tod“ durch den untoten Leichengräber Lionel Hampton. |
| 56  | JS4         | Damona – Dienerin des Satans        | Heft 4                     | |
| 57  | JS5         | Der Mörder mit dem Januskopf        | Heft 5                     | Der Dämon Janus verbündet sich mit dem Unterweltboss Alex Terres, damit dieser für ihn John Sinclair ermordet. |
| 58  | JS6         | Schach mit dem Dämon                | Heft 6                     | John feiert seinen Geburtstag, wobei seine Freunde entführt werden von dem Dämon Octavio, der John in einem Schachspiel herausfordert. |
| 59  | JS7         | Das Horror-Schloss im Spessart      | Heft 7                     | Der Schwarze Tod wird erweckt. |
| 60  | JS8         | Das Mädchen von Atlantis            | Heft 16                    | Teil 1 von 2 John erfährt, dass der Schwarze Tod bereits im alten Atlantis gewütet hat und maßgeblich an der Vernichtung des Kontinents beteiligt war. |
| 61  | JS9         | Das Dämonenauge                     | Heft 17                    | Teil 2 von 2 Erster Auftritt von Myxin. Erster Auftritt der Apokalyptischen Reiter. John erweckt den Schwarzmagier Myxin um in ihm einen Verbündeten gegen den Schwarzen Tod zu finden. Myxin und der Schwarze Tod waren schon im alten Atlantis Feinde. In einer Vision ist Jane Collins ein Blick in die Zukunft möglich. Sie sieht John, wie er in eine Kinoleinwand springt (JS11 Kino des Schreckens). Außerdem sieht sie Bill Conolly, gefesselt an einen Stuhl und umringt von zwei Henkern mit roten Masken (JS17 Bills Hinrichtung).                                                                                          |
| 62  | JS10        | Die Horror-Reiter                   | Heft 38                    | Die Apokalyptischen Reiter (AEBA) werden von Johns Kreuz zurück in die Schreckensdimension geschleudert. |
| 63  | JS11        | Kino des Schreckens                 | Heft 61                    | Erster Auftritt von Shao. Der Schwarze Tod verbündet sich mit dem Urdämon Belphegor. Sukos neue Freundin Shao wird von Belphegor in eine Zwergin verwandelt. |
| 64  | JS12        | Der Hexer von Paris                 | Heft 64                    | Teil 1 von 2 John erhält erneut Unterstützung von Professor Zamorra. |
| 65  | JS13        | Gefangen in der Mikrowelt           | Heft 65                    | Teil 2 von 2 Belphégor landet in der Mikrowelt. |
| 66  | JS14        | Knochensaat                         | Heft 21 + Heft 71          | Erster Auftritt von Karin Becker. Will Mallmann lernt seine spätere Frau Karin kennen. Am Anfang wird von Johny Conollys Geburt gesprochen, des Sohnes von Bill und Sheila. |
| 67  | JS15        | Die Geister-Braut                   | Heft 74                    | |
| 68  | JS16        | Die Horror-Cops                     | Heft 75                    | Teil 1 von 3 Erstmalige Erwähnung von Asmodina. |
| 69  | JS17        | Bills Hinrichtung                   | Heft 76                    | Teil 2 von 3 |
| 70  | JS18        | Die teuflischen Puppen              | Heft 77                    | Teil 3 von 3 |
| 71  | JS19        | Der Sensenmann als Hochzeitsgast    | Heft 81                    | Der schwarze Tod ermordet Karin Mallmann. |
| 72  | JS20        | Das Buch der grausamen Träume       | Heft 84                    | |
| 73  | JS21        | Die Höllenkutsche                   | Heft 95                    | Teil 1 von 2 |
| 74  | JS22        | Asmodinas Reich                     | Heft 96                    | Teil 2 von 2 Erster Auftritt von Asmodina. |
| 75  | JS23        | Der unheimliche Richter             | Heft 97                    | Erster Auftritt des Dämonenrichters Maddox. Grimes der Ghoul wird vernichtet. |
| 76  | JS24        | Die Drohung                         | Heft 100                   | Teil 1 von 3 |
| 77  | JS25        | Ein Friedhof am Ende der Welt       | Heft 101                   | Teil 2 von 3 Erster Auftritt des Sehers. Die Großen Alten werden das erste Mal erwähnt. |
| 78  | JS26        | Das letzte Duell                    | Heft 102                   | Teil 3 von 3 Der Schwarze Tod wird vernichtet. |
| 79  | JS27        | Asmodinas Todesengel                | Heft 103                   | |
| 80  | JS28        | Das Eisgefängnis                    | Heft 108                   | Asmodina überredet den Spuk Dr. Tods Seele frei zu geben. Diese fährt in den Körper des toten Mafiaboss Solo Morasso. Er soll mächtige Dämonen um sich scharen - die Mordliga - um John Sinclair auszuschalten. |
| 81  | JS29        | Die grausamen Ritter                | Heft 111                   | Teil 1 von 2 |
| 82  | JS30        | Die Drachensaat                     | Heft 112                   | Teil 2 von 2 |
| 83  | JS31        | Der Würfel des Unheils              | Heft 114                   | Erster Auftritt von Tokata. Dr. Tod erhält den Würfel des Unheils. Der Samurai Tokata wird erweckt und in die Mordliga aufgenommen. |
| 84  | JS32        | Dr. Tods Monsterhöhle               | Heft 123                   | Erster Auftritt von Pamela „Lady X“ Scott. Lady X wird von Morasso in die Mordliga aufgenommen. |
| 85  | JS33        | Die Eisvampire                      | Heft 127                   | Myxin wird Teil des Sinclair-Teams. |
| 86  | JS34        | Mr. Mondos Monster                  | Heft 130                   | Teil 1 von 2 Erster leibhaftige Auftritt von Marvin Mondo; er entpuppt sich als Teil der Mordliga. Lady Sarah Goldwyns erster Auftritt. Cameo von Jason Dark als Barry. |
| 87  | JS35        | Königin der Wölfe                   | Heft 131                   | Teil 2 von 2 Erster Auftritt von Lupina. Mit der Werwölfin Lupina wird ein weiteres Mitglied der Mordliga enthüllt. |
| 88  | JS36        | Der Todesnebel                      | Heft 132                   | Der Todesnebel tritt auf und wird fortan zu einem Werkzeug der Mordliga. |
| 89  | JS37        | Dr. Tods Horrorinsel                | Heft 133                   | Erster Auftritt von Vampiro del Mar. Vampiro del Mar wird erweckt und ein Mitglied der Mordliga. |
| 90  | JS38        | Im Land des Vampirs                 | Heft 139                   | Teil 1 von 3 |
| 91  | JS39        | Schreie in der Horror-Gruft         | Heft 140                   | Teil 2 von 3 |
| 92  | JS40        | Mein Todesurteil                    | Heft 141                   | Teil 3 von 3 |
| 93  | JS41        | Die Schöne aus dem Totenreich       | Heft 143                   | |
| 94  | JS42        | Blutiger Halloween                  | TB 34                      | |
| 95  | JS43        | Ich flog in die Todeswolke          | Heft 147                   | Teil 1 von 2 |
| 96  | JS44        | Das Elixier des Teufels             | Heft 148                   | Teil 2 von 2 |
| 97  | JS45        | Die Teufelsuhr                      | Heft 155                   | John trifft erneut auf Nadine Berger. |
| 98  | JS46        | Myxins Entführung                   | Heft 156                   | Dr. Tod rebelliert gegen Asmodinas Herrschaft; sie bleiben vorerst Partner. Erster Auftritt der flammenden Steine. John ist mit Nadine fremdgegangen und beginnt sich von Jane zu entfremden. |
| 99  | JS47        | Die Werwolf-Sippe                   | Heft 173                   | Teil 1 von 2 |
| 100 | JS48        | Lupinas Todfeind                    | Heft 174                   | Teil 2 von 2 |
| 101 | JS49        | Ich jagte Jack the Ripper           | Heft 182                   | |
| 102 | JS50        | Zombies in Manhattan                | TB 9                       | Erster Auftritt von Xorron. Dr. Tod erweckt Xorron, den Herren der Ghouls und Zombies, und rekrutiert ihn für die Mordliga, die damit komplett ist. |
| 103 | JS51        | Mannequins mit Mörderaugen          | Heft 187                   | Teil 1 von 2 |
| 104 | JS52        | Horrortrip zur Schönheitsfarm       | Heft 188                   | Teil 2 von 2 Lady X wird zur Vampirin. |
| 105 | JS53        | Dämonen im Raketencamp              | Heft 189                   | Asmodina versucht den Goldenen Samurai, einen Feind Tokatas, für einen Pakt zu gewinnen – er lehnt ab. |
| 106 | JS54        | Ein schwarzer Tag in meinem Leben   | Heft 190                   | Nadine Berger wird durch die Mordliga ermordet. |
| 107 | JS55        | Fenris, der Götterwolf              | Heft 191                   | Nadine Bergers Seele fährt nach der Beerdigung ihrer Leiche in einen Wolf. |
| 108 | JS56        | Eine schaurige Warnung              | Heft 195                   | |
| 109 | JS57        | Im Jenseits verurteilt              | Heft 197                   | Teil 1 von 2 Erster Auftritt von Logan Costello. |
| 110 | JS58        | Asmodinas Todeslabyrinth            | Heft 198                   | Teil 2 von 2 |
| 111 | JS59        | Das Erbe des Schwarzen Tods         | Heft 199                   | Erster Auftritt von Johnny Conolly. |
| 112 | JS60        | Ich stieß das Tor zur Hölle auf     | Heft 200                   | Teil 1 von 3 Erster Auftritt von Madame Tanith. |
| 113 | JS61        | Im Zentrum des Schreckens           | Heft 201                   | Teil 2 von 3 |
| 114 | JS62        | Bring mir den Kopf von Asmodina     | Heft 202                   | Teil 3 von 3 In einer epischen Schlacht bekämpfen sich Asmodina, die Mordliga und der Spuk. Asmodina wird von Dr. Tod mit Johns silbernem Bumerang enthauptet. Marvin Mondo verliert bei dem Kampf sein Leben. Der Dämonenrichter Maddox wird vernichtet. Erster Auftritt von Madame Tanith. |
| 115 | JS63        | Tokatas Todesspur                   | TB 14                      | Tokata wird durch den goldenen Samurai getötet. |
| 116 | JS64        | Um Mitternacht am Galgenberg        | Heft 203                   | Erster Kampf mit dem Höllenwurm Izzi. |
| 117 | JS65        | Das Vampirnest                      | Heft 206                   | |
| 118 | JS66        | Hexenwahn                           | TB 13                      | Erster Auftritt der Hexe Wikka. |
| 119 | SE07        | Brandmal                            | BU 4                       | Im Hyde Park kommt es zu einem mysteriösen Fall von spontaner menschlicher Selbstentzündung. Als sich ähnliche Vorfälle auch in Deutschland häufen, beauftragt Will Mallmann den Forensiker Mark Benecke mit der Untersuchung der Geschehnisse. In den Karpaten kommen John Sinclair und Benecke schließlich dem finsteren Plan der legendären Lady Báthory auf die Spur. |
| 120 | JS67        | Die Gruft mit dem Höllenauge        | Heft 209                   | Erster Auftritt von Horace F. Sinclair Erster Fall in John Sinclairs Heimatort Lauder. |
| 121 | JS68        | Die Leichenkutsche von London       | Heft 214                   | |
| 122 | JS69        | Der Ripper kehrt zurück             | Heft 216                   | Teil 1 von 2 Der Ripper fährt in den Körper von Jane, die sich zuvor von John getrennt hat. |
| 123 | JS70        | Die Hexeninsel                      | Heft 217                   | Teil 2 von 2 Jane Collins, vom Geist des Rippers besessen, schlägt sich auf die Seite Wikkas. |
| 124 | JS71        | Der Mann, der nicht sterben konnte  | Heft 207                   | Erste Folge von Dennis Ehrhardt als Regisseur. |
| 125 | JS72        | Das Ölmonster                       | Heft 215                   | |
| 126 | JS73        | Die Werwolf-Elite                   | TB 11 + Heft 218–219       | Teil 1 von 2 Lupina hat sich von der Mordliga entfernt, um eine eigene Armee aus Werwölfen aufzustellen. Morasso und Lady X wollen sie für ihren Verrat ausschalten. Erster Auftritt von Luparo, dem Sohn Lupinas. |
| 127 | JS74        | Lupinas Sohn                        | Heft 218–219               | Teil 2 von 2 Fenris wird als Vater Luparos enthüllt. Lupina wird scheinbar von Lady X vernichtet. |
| 128 | JS75        | Albtraum in Atlantis                | TB 5                       | Erster Auftritt des Eisernen Engels. Erster Auftritt von Alassia, der bösen Schwester Karas. John wird in die Zeit des alten Atlantis zurückversetzt und begegnet dort Kara, Delios und dem Schwarzen Tod. |
| 129 | JS76        | Herrin der Dunkelwelt               | Heft 229 + TB 7 + 22       | Dr. Tod wird vernichtet. Lady X übernimmt das Kommando über die Mordliga. |
| 130 | SE03        | Angst über London                   | TB 1                       | Einziger Auftritt von Destero, dem Dämonenhenker. |
| 131 | JS77        | Der lächelnde Henker                | TB 16 + 24                 | Jane Collins versucht John zusammen mit Wikka zu töten. Gordon Schreiber wird getötet. |
| 132 | JS78        | Die Todesgöttin                     | TB 12                      | In Indien trifft John zum ersten Mal persönlich auf Kali, als diese Besitz von einer ihrer Statuen ergreift. Sie zeigt sich immun gegen die Macht des Kreuzes, allerdings beginnt ein bisher noch nicht identifiziertes Symbol auf dem Talisman in ihrer Gegenwart zu reagieren. |
| 133 | JS79        | Stellas Rattenkeller                | Heft 227                   | Ein Fall, bei dem keine dämonischen Mächte am Werk sind. |
| 134 | JS80        | Sieben Siegel der Magie             | Heft 232 + Heft 317        | Teil 1 von 3 Lupina ist am Leben. Erster Auftritt von Okastra. Die Sieben Siegel der Magie werden von Lady X zerstört. Nur ein Splitterfragment einer der Tontafeln verbleibt, das in Sarah Goldwyns Besitz übergeht. Die Inschrift enthält die Geheimnisse des Kreuzes von Hesekiel. |
| 135 | JS81        | Allein in der Drachenhöhle          | Heft 233 + Heft 318–319    | Teil 2 von 3 John verliert den Silberdolch, welcher verschollen bleibt. Der Spuk zerstört die verbliebene Tontafel aus Babylon. Damit sind die Sieben Siegel der Magie vollständig vernichtet. |
| 136 | JS82        | Macht und Mythos                    | Heft 234 + Heft 320        | Teil 3 von 3 John erhält die Kreuzformel von Hesekiel im babylonischen Exil: „Terra pestem teneto – Salus hic maneto“. Durch das Aussprechen der Kreuzformel erweckt John wahrscheinlich die Großen Alten, Uralte Götzen, die bereits an der Vernichtung von Atlantis beteiligt waren. |
| 137 | JS83        | Ein Leben unter Toten               | TB 32                      | John Sinclair trifft auf einen ebenfalls prominenten Berufskollegen: Dorian Hunter! |
| 138 | JS84        | Ewige Schreie                       | TB 19                      | Im Dorf Walham in Schottland untersucht John eine Reihe mysteriöser Selbstmorde. |
| 139 | JS85        | Kalis Schlangengrube                | TB 26 + 63                 | Teil 1 von 2 Die Diener der indischen Todesgöttin Kali treffen in London auf John. |
| 140 | JS86        | Terror der Tongs                    | TB 26 + 63                 | Teil 2 von 2 John und Mandra können eine weitere Statue der Todesgöttin Kali zerstören. |
| 141 | JS87        | Schlucht der stummen Götter         | Heft 222                   | Teil 1 von 2 John begegnet erstmals dem Todesboten Kalifato, einem der Großen Alten, der die Leichenstadt, in der die Großen Alten lange schliefen, bewacht. |
| 142 | JS88        | Die Leichenstadt                    | TB 25                      | Teil 2 von 2 Kalifato zeigt sich in seiner wahren Gestalt als gigantische Spinne. Es gibt eine kurze Andeutung, dass der Schwarze Tod eines fernen Tages zurückkehren könnte. |
| 143 | SE04        | Hexenküsse                          | BU 1                       | Erster Auftritt von Lilith, der Hure Luzifers. Durch Liliths Macht wird das Silberkreuz Hesekiels geschmolzen und somit zerstört. In letzter Sekunde erscheinen die vier Erzengel Michael, Gabriel, Raphael und Uriel, um Lilith und ihre Furien zu vernichten. Mithilfe der Kraft der Erzengel wird Johns Kreuz wiederhergestellt. |
| 144 | JS89        | In den Krallen der roten Vampire    | Heft 223                   | |
| 145 | JS90        | Belphégors Rückkehr                 | Heft 238                   | Teil 1 von 2 Belphegor, dem Hexer mit der Flammenpeitsche, ist nach all den Jahren die Flucht aus der Mikrowelt gelungen, in die er einst nach seinem Kampf gegen Professor Zamorra verbannt worden war (JS13 Gefangen in der Mikrowelt). |
| 146 | JS91        | Der Höllenwurm                      | Heft 239                   | Teil 2 von 2 Sowohl der zurückgekehrte Belphegor als auch der Höllenwurm Izzi werden vernichtet. |
| 147 | JS92        | Satans Eulen                        | TB 17                      | Erster Kampf mit dem Eulen-Dämon Strigus. |
| 148 | JS93        | Der Pesthügel von Shanghai          | Heft 241                   | Suko wird entführt, weil gehofft wird, dass er den Jademann vernichten kann. |
| 149 | JS94        | Verdammt und begraben               | Heft 245                   | Frantisek Mareks Ehefrau Marie wird zur Vampirin. John ist gezwungen, sie von ihrem untoten Dasein zu erlösen. |
| 150 | JS95        | Der Schädelthron                    | Heft 247                   | Die verbliebenen roten Vampire werden vernichtet. Damit ist die Spezies ausgestorben. Sowohl die Strigen als auch die Schneeeule werden ausgelöscht. Der Verbleib von Strigus persönlich bleibt ungeklärt. John geht davon aus, dass er auch weiterhin existiert. |
| 151 | JS96        | Pandoras Botschaft                  | Heft 250-251               | Erster Auftritt von Pandora, der Herrin der Krankheiten, die einst Xorron erschuf. Erste Erwähnung von Arkonada. |
| 152 | JS97        | Die Tochter des Totengräbers        | Heft 252                   | |
| 153 | JS98        | Treffpunkt Leichenhaus              | Heft 254 + Heft 263        | Teil 1 von 2 |
| 154 | JS99        | Das gläserne Grauen                 | Heft 263–264               | Teil 2 von 2 Erste Begegnung mit dem Großen Alten Gorgos. |
| 155 | JS100       | Das Ende                            | TB 29-30                   | Lady X und Vampiro del Mar werden vernichtet. Die Mordliga ist besiegt. John erfährt, dass der Würfel des Unheils das Orakel von Atlantis ist und einst von den Großen Alten erschaffen wurde. John Sinclair ist gezwungen die Kreuzformel zu rufen, da sonst seine Freunde sterben würden. Er erkennt, dass er dadurch nicht neues Unglück heraufbeschwört. Durch die kombinierte Magie der Kreuzformel und der Pyramide des Wissens wird John verjüngt. Auch seine Stimme hört sich nun wieder an, wie zu Beginn seiner Polizeilaufbahn. Letzte Folge mit Frank Glaubrecht als John Sinclair.                                        |
| 156 | JS101       | Der Hexenwürger von Blackmoore      | Heft 267                   | Teil 1 von 2 Jane und Wikka wollen in Blackmoore den sagenumwobenen Hexenstein ausfindig machen. Erste reguläre Folge mit Dietmar Wunder als John Sinclair. |
| 157 | JS102       | Wikkas Rache                        | Heft 268                   | Teil 2 von 2 John kann Wikka und Jane mithilfe der Kreuzformel zurückdrängen. Ihre Armee aus Hexen wird durch die Macht des Kreuzes vernichtet. Der Hexenstein bleibt im Blackmoore verschollen. |
| 158 | SE05        | Voodoo-Land                         | BU 2                       | In Louisiana tritt ein Voodoo-Kult in der Nachfolge Marie Laveaus in Erscheinung. Dort muss sich John einer ganzen Armee aus Zombies stellen. |
| 159 | JS103       | Ghoul-Parasiten                     | Heft 271                   | John gelangt erstmals in die Welt der Ghouls. Erster Auftritt der Goldenen Pistole, welche in den Besitz des Sinclair-Teams gelangt. |
| 160 | JS104       | Die magische Bombe                  | TB 35 + Heft 270           | Madame Tanith wird ermordet, ihre magische Kugel nimmt Asmodis an sich. John trifft erneut auf Ivan Orgow, der wiederum vernichtet wird. |
| 161 | JS105       | Shimadas Mordaugen                  | Heft 281                   | Teil 1 von 3 Erster Auftritt des Ninja-Dämons Shimada. Die japanische Sonnengöttin Amaterasu zeigt sich erstmals in der Gestalt ihrer Nachfahrin Shao. |
| 162 | JS106       | Xorrons Totenheer                   | Heft 283                   | Teil 2 von 3 Shimada nimmt den Fächer der Amaterasu an sich. Kampf zwischen Xorron und Shimada. |
| 163 | JS107       | Der Kampf mit den Giganten          | Heft 285                   | Teil 3 von 3 Der Goldene Samurai wird von Shimada mit dem Fächer getötet. Xorron wird durch Johns silbernen Bumerang vernichtet, wodurch auch die Kristallwelt zerstört wird. |
| 164 | JS108       | Satans Knochenuhr                   | Heft 292                   | Mit dieser Folge überschreitet die Edition 2000 die Anzahl der Folgen der Hörspielserie von Tonstudio Braun, welche nach 107 Folgen endete. Gefesselt an Satans Knochenuhr ist John ein Blick in die Zukunft möglich. Darin sieht er den Dunklen Gral, das Druidenland Aibon, den bösen Zwillingsbruder des Eisernen Engels und Will Mallmann als Dracula II. |
| 165 | JS109       | Sieben Dolche für den Teufel        | Heft 300                   | |
| 166 | JS110       | Die Träne des Teufels               | Heft 306                   | Teil 1 von 2 |
| 167 | JS111       | Abrechnung mit Jane Collins         | Heft 307                   | Teil 2 von 2 Nachdem Jane von der Hölle verstoßen wurde, kehrt sie vorerst zu John zurück. |
| 168 | JS112       | Tal der vergessenen Toten           | Heft 295                   | |
| 169 | JS113       | Mandraka, der Schwarzblut-Vampir    | Heft 296                   | Teil 1 von 4 Anscheinend verbündet Myxin sich mit den Großen Alten. |
| 170 | JS114       | Die Eismeer-Hexe                    | Heft 309                   | Teil 2 von 4 |
| 171 | JS115       | Planet der Magier                   | Heft 310                   | Teil 3 von 4 |
| 172 | JS116       | Die Totenmaske aus Atlantis         | Heft 312                   | Teil 4 von 4 Wikka wird vernichtet. Mittels einer lang angelegten Täuschung durch Myxin kann Arkonada ebenfalls vernichtet werden. |
| 173 | SE06        | Melinas Mordgespenster              | Heft 177                   | Ein Fall ohne Dämonen. |
| 174 | SE10        | Das andere Ufer der Nacht           | TB 57                      | |
| 175 | JS117       | Zombies auf dem Roten Platz         | TB 40                      | |
| 176 | JS118       | Die Kreuzweg-Legende                | TB 46                      | |
| 177 | JS119       | Drei Herzen aus Eis                 | Heft 333                   | Teil 1 von 4 Jane Collins wird das Herz entfernt. Nur mittels des Würfels des Unheils bleibt sie am Leben. |
| 178 | JS120       | Die goldenen Skelette               | Heft 335                   | Teil 2 von 4 Madame Tanith spricht erneut aus dem Jenseits zu John. |
| 179 | JS121       | Die Geburt des schwarzen Tods       | Heft 336                   | Teil 3 von 4 Sowohl die goldenen Skelette als auch Asmodis versuchen den Würfel des Unheils an sich zu nehmen. John wird in die ferne Vergangenheit geschleudert und gelangt so erneut auf den Planeten der Magier. Dort muss er die Entstehung des Schwarzen Tods miterleben, welcher an jenem Ort einst dem Höllensumpf entstiegen ist. |
| 180 | JS122       | Inferno in der Alptraumschlucht     | Heft 338                   | Teil 4 von 4 Es gelingt John, Janes Seele im Austausch gegen die des Rippers aus einem Zwischenreich zu befreien - die alte Jane ist zurück, doch sie kann sich an die Zeit als Hexe nicht erinnern. Erster Auftritt des Namenlosen, eines weiteren Großen Alten. |
| 181 | JS123       | Alvas Feuerkuss                     | Heft 340                   | |
| 182 | JS124       | Die Rache der Horror-Reiter         | TB 6                       | Mit dem Würfel des Unheils gelingt es Jane, der Hölle ihren Tod vorzutäuschen. Sie verbleibt vorerst im schottischen Kloster St. Patrick. John, Suko und Sir James beschließen, dass sie Janes Überleben zunächst auch vor ihren Freunden geheim halten werden. |
| 183 | JS125       | Zombies aus dem Höllenfeuer         | Heft 348                   | Teil 1 von 4 Lilith lässt einzelne Zeichen vom Kreuz verschwinden und raubt ihm damit viel Macht. Suko geht im Land ohne Grenze, einem Teil der Hölle, verloren. |
| 184 | JS126       | Die Rache der Großen Alten          | Heft 350                   | Teil 2 von 4 Der große Kampf zwischen der Hölle und den Großen Alten beginnt. Der böse Zwillingsbruder des Eisernen Engels, ein weiterer Großer Alter, taucht auf. |
| 185 | JS127       | Zwei Schwerter gegen die Hölle      | Heft 351                   | Teil 3 von 4 Asmodis vernichtet den Großen Alten Kalifato. |
| 186 | JS128       | Hemators tödliche Welt              | Heft 352                   | Teil 4 von 4 John, Kara, Myxin und der Eiserne Engel vernichten Gorgos, Krol, Hermator und den bösen Zwillingsbruder des Eisernen Engels. Lilith eröffnet John, dass der Namenlose, letzte der Großen Alten, der Spuk ist. Dieser vernichtet seinen Teil der Leichenstadt. Damit ist die Macht der Großen Alten gebrochen. |
| 187 | JS129       | Gruft der wimmernden Seelen         | Heft 354                   | Jane beschließt, das schottische Kloster St. Patrick wieder zu verlassen, da der Hölle nun ihr Überleben bekannt ist. |
| 188 | SE08        | Oculus – Im Auge des Sturms         | BU 5                       | Teil 1 von 2 Asmodina kehrt zurück, nachdem ihre Seele vom Spuk freigegeben wurde. In einer postapokalyptischen Zukunft trifft John auf Robert Craven, den Hexer von Salem. |
| 189 | SE09        | Oculus – Das Ende der Zeit          | BU 6                       | Teil 2 von 2 Asmodina wird durch die Shoggothen erneut vernichtet. John begegnet kurz Cthulhu persönlich. Am Ende bleibt ungeklärt, ob die Ereignisse dieses Zweiteilers tatsächlich stattfanden. |
| 190 | SE11        | Deadwood – Stadt der Särge          | TB 72                      | Nach ihrer Zeit in Schottland wohnt Jane nun wieder in London. John Sinclair und Dorian Hunter sind plötzlich in einer Möbius’schen Zeitschleife gefangen, die von Asmodis und Asmodi inszeniert wird. |
| 191 | JS130       | Mirandas Monsterwelt                | TB 58                      | Jane zieht vorübergehend wieder in Johns Wohnung ein. |
| 192 | JS131       | Zombie-Ballade                      | TB 64                      | |
| 193 | JS132       | Der Ghoul, der meinen Tod bestellte | Heft 329                   | Erster Auftritt von Yakup Yalcinkaya. Erster Auftritt von Jossip Semec Lady Sarah Goldwyn erlaubt Jane, in ihre Villa im Londoner Stadtteil Mayfair einzuziehen. |
| 194 | JS133       | Mörderische Weihnachten             | TB 73                      | Phantastik im Sinne Tzvetan Todorovs. |
| 195 | JS134       | Die Lebende Legende                 | Heft 330                   | Teil 1 von 2 |
| 196 | JS135       | Ninja, Zombies und Shimada          | Heft 331                   | Teil 2 von 2 John erfährt, dass der Dämon Shimada vier Artefakte benötigt, um Amaterasu endgültig zu besiegen. Dies sind der Goldene Fächer, die Krone der Ninja, die Heilenden Handschuhe und ein geheimnisvolles Schwert. Suko wird in Shimadas Höllenschloss entführt und bleibt verschwunden. |
| 197 | JS136       | Vampir-Express                      | TB 38                      | Teil 1 von 2 |
| 198 | JS137       | Kampf um Lady X                     | Heft 343                   | Teil 2 von 2 Mittels eines Schlangenzaubers wird Lady X wiedererweckt. John gelingt es allerdings, sie mit der Kreuzformel endgültig zu vernichten. |
| 199 | JS138       | Albtraum-Comic                      | Heft 370                   | |
| 200 | JS139       | Werwolf-Omen                        | Heft 372–373               | Nach einer langen Pause taucht Lupina wieder auf. Sie kann erneut entkommen. Erneute Erwähnung des Pflanzendämons Mandragoro. |
| 201 | JS140       | Shimadas Höllenschloss              | Heft 364 + Heft 450        | Teil 1 von 2 Shao wird von den Dämonentrommlern ermordet. |
| 202 | JS141       | Shao                                | Heft 450–451 + Heft 456    | Teil 2 von 2 Suko kann aus Shimadas blauer Festung befreit werden. Amaterasu hat Shao in ihre Dienerin verwandelt und damit vor dem Tod gerettet. Sie verbleibt im Reich der Sonnengöttin. |
| 203 | JS142       | Das Grauen aus dem Bleisarg         | Heft 369                   | John Sinclairs silbermetallicfarbener Bentley wird schwer beschädigt. Er ersetzt ihn vorläufig durch einen alten Rover. |
| 204 | JS143       | Der unheimliche Shaolin             | Heft 486                   | Teil 1 von 2 Shao setzt erstmals die Krone der Ninja im Kampf gegen Shimada ein. |
| 205 | JS144       | Im Tempel des Drachen               | Heft 487                   | Teil 2 von 2 Shimada kann die heilenden Handschuhe an sich nehmen. Yakup Yalcinkaya wird tödlich verwundet und nur durch die Macht des Drachengottes am Leben gehalten. Dieser prophezeit, dass Yakup sterben wird, sobald er sich an Shimada gerächt hat. |
| 206 | JS145       | Villa Frankenstein                  | Heft 345                   | |
| 207 | JS146       | Meine Henkersmahlzeit               | Heft 359                   | Erster Auftritt von Akim Samaran. |
| 208 | JS147       | Die Schwert-Legende                 | TB 101 + TB 121            | Teil 1 von 2 Erster Kampf mit Tengus. |
| 209 | JS148       | Ninja-Rache                         | TB 101 + TB 121 + Heft 978 | Teil 2 von 2 In der Unterwelt Yomi gelingt es Suko und Yakup, den Ninja-Dämon Shimada mit dem Schwert Kusanagi-no-tsurugi und den anderen Artefakten zu vernichten. Mit Shimadas Ende zerfällt auch sein blaues Höllenschloss. Durch die Vollendung seiner Rache stirbt Yakup und wird unterhalb des Schreins bei San Francisco bestattet. |
| 210 | SE14        | Die Blutorgel                       | Heft 186                   | Auf dem Rückweg von ihrem letzten Fall in Kalifornien treffen John und Suko in den San Rafael Mountains auf Asmodis persönlich. Diese Sonderedition erschien als Jubiläumsfolge zum 20-jährigen Bestehen der Edition 2000. |
| 211 | SE15        | Tödliche Märchen                    | TB 74                      | Die Urmutter Lilith erweckt Märchen wie Dornröschen, Rotkäppchen, Hänsel und Gretel, König Blaubart und Rumpelstilzchen zum Leben. |
| 212 | JS149       | Die Rache des Kopflosen             | Heft 360                   | |
| 213 | JS150       | Eisherz                             | Heft 361–363               | Der Fall erinnert das Sinclair-Team an den Spuk in „Das Horror-Taxi von New York“, welches laut der Folge nur noch nicht vertont wurde. |
| 214 | JS151       | Samarans Todeswasser                | Heft 368                   | Teil 1 von 2 |
| 215 | JS152       | Todesfalle unter Wasser             | Heft 378–379               | Teil 2 von 2 Der Würfel des Heils gelangt in Johns Besitz. Dieser wurde einst von den stummen Göttern als Gegengewicht zum Würfel des Unheils erschaffen. |
| 216 | JS153       | Ihr Freund, der Ghoul               | TB 61                      | Suko gelingt es, mittels des Würfels des Heils den Todesnebel zu aktivieren, um damit einen gigantischen Ghoul zu vernichten. |
| 217 | JS154       | Ich und der Poltergeist             | Heft 380                   | Zwei Wochen nach ihrer Herztransplantation kehrt Jane zusammen mit Sarah Goldwyn und Bill aus Texas zurück. Als auf dem Dachboden von Lady Sarahs Villa ein tobender Poltergeist auftaucht, kommen John und Jane kurz darauf auf die Spur eines jahrzehntealten Fluchs. John übergibt den Würfel des Heils an Jane. |
| 218 | JS155       | Die schwebenden Leichen von Prag    | Heft 381                   | Teil 1 von 2 Das künstliche Menschlein Homunkulus tritt erstmals in Erscheinung. |
| 219 | JS156       | Höllen-Friedhof                     | Heft 382                   | Teil 2 von 2 John und Jane werden ins Prag des Jahres 1679 zurückversetzt und erleben dort auf dem Friedhof Olšany die Entstehung des Homunkulus mit. Samaran und der Homunkulus können erneut entkommen. |
| 220 | JS157       | Geister-Dämmerung                   | TB 60                      | Erstes Aufeinandertreffen mit Werpanthern. Der Spuk führt mit dem Würfel des Unheils die Geister-Dämmerung herbei und zerstört dadurch das Pandämonium. |
| 221 | JS158       | Londons Gruselkammer Nr. 1          | Heft 383                   | Suko vernichtet den Homunkulus mit der Dämonenpeitsche. Die Nabelschnur des künstlichen Menschleins entkommt jedoch als eigenständiges Wesen. |
| 222 | JS159       | Skylla, die Menschenschlange        | Heft 384                   | |
| 223 | JS160       | Die Unheimliche vom Schandturm      | Heft 394                   | John, Suko und Will bekommen es in Köln mit der untoten Richmodis von der Aducht zu tun. |
| 224 | SE16        | Totenkopf-TV                        | TB 51                      | Crossover mit SchleFaZ. |
| 225 | JS161       | Jenseits-Melodie                    | Heft 400                   | Erster direkter Kontakt mit Aibon-Magie. Mandragoros fleischfressende Pflanzen haben einen erneuten Auftritt. John begegnete diesen viele Jahre zuvor bereits einmal in Paris. |
| 226 | JS162       | Das Vampir-Internat                 | Heft 401                   | Erste Erwähnung des Sternenvampirs Acron. |
| 227 | JS163       | Die Werwolf-Schlucht                | Heft 328                   | Erster Auftritt von Morgana Layton. |
| 228 | JS164       | Baals Opferdolch                    | Heft 403–405               | Teil 1 von 2 Das Gesicht des russischen Mystikers Rasputin zeigt sich kurzzeitig auf Johns Silberkreuz. |
| 229 | JS165       | Mit Blut geschrieben                | Heft 405–406               | Teil 2 von 2 Rasputins Testament wird größtenteils zerstört, doch Lady Sarah kann einige Seiten retten. Baal kann erneut vertrieben werden. John erhält seinen Silberdolch zurück. |
| 230 | JS166       | Der Doge, sein Henker und ich       | TB 77                      | |
| 231 | JS167       | Teufelsspuk und Killer-Strigen      | Heft 493–495               | Der Eulendämon Strigus tritt nach vielen Jahren wieder in Erscheinung und hat inzwischen einen Pakt mit Asmodis geschlossen. |
| 232 | JS168       | Der grausame Wald                   | Heft 460 + Heft 462        | Teil 1 von 2 John trifft in Wales erstmals persönlich auf den Naturdämon Mandragoro. |
| 233 | JS169       | Lupina gegen Mandragoro             | Heft 461 + Heft 463        | Teil 2 von 2 In einer großen Schlacht am Bala Lake wird Lupina von Mandragoro schwer verwundet und anschließend von John mit dem Silberkreuz vernichtet. Mit ihr ist auch das letzte ehemalige Mitglied der Mordliga besiegt. Morgana Layton tritt Lupinas Nachfolge als Herrin der Werwölfe an. |
| 234 | JS170       | Ein Grab aus der Vergangenheit      | Heft 411–412               | Erster Auftritt von Abbé Bloch. Nadine Berger erscheint kurzzeitig in ihrer menschlichen Gestalt. John lernt Abbé Bloch und die Templer kennen. Erste Erwähnung von Baphomet, dem Dämon mit den Karfunkelaugen. Das silberne Skelett von Hector de Valois wird im Loiretal entdeckt. |
| 235 | JS171       | Kalis tödlicher Spiegel             | Heft 476                   | |
| 236 | JS172       | Das Erbe der Templer                | TB 62                      | |
| 237 | JS173       | Im Namen der Hölle                  | Heft 416                   | Erster Auftritt von Vincent van Akkeren |
| 238 | JS174       | Das Richtschwert der Templer        | Heft 393 + Heft 418        | Teil 1 von 2 Erster Auftritt von Hector de Valois |
| 239 | JS175       | Der Grusel-Star                     | Heft 393 + 418-419         | Teil 2 von 2 Letzter Auftritt von Akim Samaran. |
| 240 | SE17        | Das Horror-Restaurant               | TB 97                      | |
| 241 | JS176       | Aibon - Land der Druiden            | Heft 421 + TB 54           | |
| 242 | JS177       | Verliebt, verlobt und eingesargt    | TB 75                      | |
| 243 | JS178       | Jiri, der Flammenteufel             | Heft 428-429               | |
| 244 | JS179       | Kathedrale der Angst                | Heft 421 + 431             | Letzte Folge von Dennis Ehrhardt als Regisseur. |
| 245 | JS180       | Horror-Hochzeit                     | TB 39                      | |
| 246 | JS181       | Zeit der Grausamen                  | Heft 631 + 763-764 + 907   | Teil 1 von 2 |
| 247 | JS182       | Strigen Terror                      | Heft 763-764               | Teil 2 von 2 Der Titel der Folge wurde von Heft 1634 übernommen. |
| 248 | JS183       | Das Hexenschiff                     | TB 42                      | |
| 249 | –           | Villa Wahnsinn                      | BU 8                       | Dieses Hörspiel erschien zum 50-jährigen Jubiläum von Geisterjäger John Sinclair. Der Fall spielt am 13. Juli 2023. |
| 250 | SE12        | Engel?                              | BU 7                       | Erster Auftritt von Justine Cavallo und Godwin de Salier in einem Hörspiel. |

1. ↑  GK = Gespenster-Krimi. John Sinclair-Romane: Heft = Heftroman in der ersten Auflage; TB = Taschenbuch; BU = Buch

## Titelbilder
Auf dem CD-Cover werden für die Edition-2000 die Titelbilder der Heftromane verwendet. Diese stammen aus den 1970er und 1980er Jahren und wurden größtenteils vom spanischen Maler Vicente B. Ballestar angefertigt. In einigen wenigen Fällen wurden neue Cover angefertigt (39 Schreie in der Horror-Gruft, 42 Blutiger Halloween) oder Cover von anderen Romanheften verwendet (bei 15 Die Geisterbraut stammt das Titelbild vom Dämonen-Land-Roman 92, bei 50 Zombies in Manhattan stammt das Titelbild vom Sinclair-Heftroman 1514; bei 66 Hexenwahn vom Heftroman 1679 und bei 67 Die Gruft mit dem Höllenauge von Heftroman 474). Weiterhin wurde für 65 Das Vampirnest das Cover des Heftromans 245 Verdammt und begraben abgedruckt, als dieser Roman dann allerdings Jahre später als Folge 94 vertont wurde, musste somit ein neues Titelbild gefunden werden. Dieses stammt vom Künstler Nikolai Lutohin und wurde bereits Jahre zuvor für den Nachdruck des Romans 15 Der Blutgraf in der vierten Auflage von Geisterjäger John Sinclair verwendet. Bei den Classics werden neue und damit modernere Illustrationen des deutschen Künstlers Timo Wuerz verwendet.

## Sprecher
Die wichtigsten Rollen und ihre Stimmen, sortiert nach ihrem Erstauftritt innerhalb der Serienchronologie:

### Erzählerrollen
| Rolle    | Sprecher                        | Folgen            | Folgen             | Folgen        |
| Rolle    | Sprecher                        | Sinclair Classics | Edition 2000       | Sonderedition |
| -------- | ------------------------------- | ----------------- | ------------------ | ------------- |
| Erzähler | Joachim Kerzel                  | 1                 | 1–46 / 55–70 / 100 | 1–2           |
| Erzähler | Wolfgang Pampel                 | 2–9               | 47–54              | –             |
| Erzähler | Alexandra Lange                 | 10–50             | 71–179             | 3–17          |
| Erzähler | Gregor Höppner                  | –                 | 180–heute          | –             |
| Ansage   | Fred Bogner (Uwe Schulz)        | 1–9               | 1–70               | 1–2           |
| Ansage   | Jürgen Holdorf                  | 10–50             | 71–179             | 4–17          |
| Ansage   | Ulrike Stürzbecher              | –                 | 180–heute          | –             |
| Intro    | Wolfgang Pampel                 | 2–9               | –                  | –             |
| Intro    | Instrumental                    | 10–50             | –                  | –             |
| Intro    | Joachim Kerzel                  | –                 | 1–70               | –             |
| Intro    | Ronald Nitschke                 | –                 | 71–99              | 3–4           |
| Intro    | Wolf Frass                      | –                 | 100–179            | 5–17          |
| Intro    | Gregor Höppner & Dietmar Wunder | –                 | 180–heute          | –             |

### Das Sinclair-Team und seine Verbündeten
| Rolle                 | Sprecher               | Folgen            | Folgen          | Folgen        |
| Rolle                 | Sprecher               | Sinclair Classics | Edition 2000    | Sonderedition |
| --------------------- | ---------------------- | ----------------- | --------------- | ------------- |
| John Sinclair         | Frank Glaubrecht       | 1–9               | 1–100           | 1–4           |
| John Sinclair         | Dietmar Wunder         | 10–50             | 100–heute       | 5–heute       |
| Sir James Powell      | Karlheinz Tafel †      | 1–10              | 1–76 / 78–79    | 1–2           |
| Sir James Powell      | Achim Schülke          | 12–50             | 77 / 80–heute   | 4–heute       |
| Bill Conolly          | Detlef Bierstedt       | 1–47              | 3–170           | 1–2 / 8–10    |
| Bill Conolly          | David Nathan           | –                 | 180–heute       | 17            |
| Glenda Perkins        | Ilya Welter            | 1–50              | 10–173          | 1–17          |
| Glenda Perkins        | Britta Steffenhagen    | –                 | 184–heute       | –             |
| Jane Collins          | Franziska Pigulla †    | 1 / 24–31         | 4–124           | 1–11          |
| Jane Collins          | Katy Karrenbauer       | 36–50             | 129–heute       | –             |
| Sheila Conolly        | Daniela Hoffmann       | 6–44              | 47–heute        | 2             |
| Sheila Conolly        | Birgitta Weizenegger   | –                 | 3–6             | –             |
| Sheila Conolly        | Ulrike Lau             | –                 | 19–26           | –             |
| Mary Sinclair         | Luise Lunow            | 8–13              | 67–heute        | 6             |
| Suko                  | Martin May             | 9 / 37–50         | 3–heute         | 2–heute       |
| Mandra Korab          | Dirk Hardegen          | 12–26             | 78–heute        | –             |
| Pater Ignatius        | Markus Stolberg        | 20                | 96–heute        | –             |
| Nadine Berger         | Elisabeth Günther      | 25                | 45–55 / 170     | –             |
| Will Mallmann         | Lutz Riedel            | 35–49             | 7–26 / 97–heute | 7 / 16        |
| Professor Zamorra     | Douglas Welbat         | 50                | 12–13 / 65      | –             |
| Frantisek Marek       | Joachim Höppner †      | –                 | –               | 2             |
| Frantisek Marek       | Manfred Liptow         | –                 | 94–heute        | –             |
| Kara                  | Susanna Bonasewicz     | –                 | 41–heute        | 2             |
| Lady Sarah Goldwyn    | Evelyn Gressmann †     | –                 | 34–83           | 2             |
| Lady Sarah Goldwyn    | Karyn von Ostholt      | –                 | 131–heute       | –             |
| Myxin                 | Peter Matić †          | –                 | 9–20 / 98–128   | –             |
| Myxin                 | Eberhard Prüter †      | –                 | 22–76           | –             |
| Shao                  | Silke Haupt            | –                 | 11–heute        | 3 / 8–heute   |
| Karin Becker-Mallmann | Joseline Gassen        | –                 | 14–26           | –             |
| Der Seher             | Klaus Sonnenschein †   | 25 1              | 25–99           | 4             |
| Der Seher             | Wolf Frass             | –                 | 128–heute       | 15            |
| Johnny Conolly        | Frederik Döring        | –                 | 59              | –             |
| Johnny Conolly        | Flemming Draeger       | –                 | 82–111          | –             |
| Johnny Conolly        | Piet Rose              | –                 | 149–heute       | –             |
| Madame Tanith         | Karin Buchholz         | –                 | 60–104 / 120    | –             |
| Horace F. Sinclair    | Ernst-August Schepmann | 25 1              | 67–152          | 6             |
| Eiserner Engel        | Johannes Steck         | –                 | 75–heute        | –             |
| Yakup Yalcinkaya      | Jesse Grimm            | –                 | 132–148         | –             |
| Abbé Bloch            | Holger Umbreit         | –                 | 170–heute       | –             |
| Der Rote Ryan         | Robin Brosch           | –                 | 176–heute       | –             |
| Godwin de Salier      | Tim Grobe              | –                 | –               | 12            |
| Sophie Blanc          | Celine Fontanges       | –                 | –               | 12            |

### Die Gegenspieler
| Rolle                  | Sprecher                 | Folgen            | Folgen           | Folgen        |
| Rolle                  | Sprecher                 | Sinclair Classics | Edition 2000     | Sonderedition |
| ---------------------- | ------------------------ | ----------------- | ---------------- | ------------- |
| Der Spuk               | Boris Tessmann           | 2                 | 15–heute         | –             |
| Marvin Mondo           | Till Hagen               | 3                 | 34–62            | –             |
| Dr. Tod / Solo Morasso | Wolfgang Rüter           | 20–25 / 50        | 100              | 11            |
| Dr. Tod / Solo Morasso | Tilo Schmitz             | –                 | 28–76            | –             |
| Asmodis                | Bernd Rumpf †            | 20–25             | 60–125           | 11            |
| Asmodis                | Erik Schäffler           | 50                | 126–heute        | 14            |
| Belphégor              | Achim Buch               | 43–50             | –                | –             |
| Belphégor              | Jochen Malmsheimer       | –                 | 12–13            | –             |
| Belphégor              | Steffen Gräbner          | –                 | 90–91            | –             |
| Der Schwarze Tod       | Thomas Friebe            | 50                | 7–26 / 100 / 122 | –             |
| Grimes                 | Jochen Malmsheimer       | –                 | 15–23            | –             |
| Asmodina               | Martina Treger           | –                 | 22–62 / 100      | 8–9           |
| Maddox                 | Walter Gontermann        | –                 | 23–62            | –             |
| Tokata                 | Karsten Gausche          | –                 | 32–63            | –             |
| Pamela Scott / Lady X  | Katrin Fröhlich          | –                 | 32–100 / 137     | –             |
| Lupina                 | Claudia Urbschat-Mingues | –                 | 35–169           | 11            |
| Vampiro del Mar        | Helmut Krauss †          | –                 | 37–100           | –             |
| Xorron                 | Udo Schenk               | –                 | 50–107           | –             |
| Logan Costello         | Bernd Vollbrecht         | –                 | 57–heute         | –             |
| Wikka                  | Sandra Schwittau         | –                 | 66–116           | –             |
| Shimada                | Gen Seto                 | –                 | 105–148          | –             |
| Jossip Semec           | Tobias Lelle             | –                 | 132–150          | –             |
| Akim Samaran           | Michael Prelle           | –                 | 146–175          | –             |
| Morgana Layton         | Maria Koschny            | –                 | 163–heute        | –             |
| Strigus                | Jürgen Holdorf           | –                 | 167              | –             |
| Strigus                | Reinhard Kuhnert         | –                 | 181–184          | –             |
| Mandragoro             | Jürgen Holdorf           | –                 | 168–heute        | –             |
| Vincent van Akkeren    | Torben Liebrecht         | –                 | 173–heute        | –             |
| Hector de Valois       | Jens Wendland            | –                 | 174–heute        | –             |
| Guywano                | Wolfgang Häntsch         | –                 | 176–heute        | –             |
| Justine Cavallo        | Jennifer Böttcher        | –                 | –                | 12            |

### Gastsprecher
In weiteren Gastrollen treten unter anderem auf:
Ingo Albrecht, 
Carmen-Maja Antoni,
Peer Augustinski,
Patrick Bach,
Wolfgang Bahro,
Hartmut Becker,
Friedrich Georg Beckhaus,
Hennes Bender,
Mark Benecke,
Marie Bierstedt,
Arianne Borbach, 
Yvonne Yung Hee Bormann,
Rasmus Borowski,
Volker Brandt,
Ralph Caspers,
Marius Clarén,
Wolfgang Condrus, 
Thomas Danneberg,
Dagmar Dempe, 
Gerlinde Dillge,
Kaspar Eichel,
Arne Elsholtz,
Peter Flechtner,
Peter Franke,
Thomas Fritsch,
Helmut Gauß, 
Tanja Geke,
Peter Groeger,
Matthias Haase,
Michael Harck,
Kim Hasper, 
Jörg Hengstler, 
Steffen Henssler, 
Dorette Hugo, 
Simon Jäger,
Oliver Kalkofe,
Martin Keßler,
Klaus-Dieter Klebsch,
Tobias Kluckert,
Nicolas König,
Bianca Krahl, 
Raimund Krone,
Thomas Lang,
Norbert Langer, 
Dascha Lehmann, 
Manfred Lehmann, 
Regina Lemnitz,
Jörg von Liebenfelß,
Lutz Mackensy,
Eva Meckbach,
Ernst Meincke,
Tobias Meister,
Patrick Mölleken,
Philipp Moog, 
David Nathan,
Engelbert von Nordhausen, 
Karl Heinz Oppel,
Michael Pan,
Sven Plate,
Ulrich Pleitgen,
Jürgen Prochnow,
Friedhelm Ptok,
Karin Rasenack,
Anke Reitzenstein,
Marianne Rogée,
Liane Rudolph,
Peter Rütten,
Anja Rybiczka,
Kerstin Sanders-Dornseif, 
Philipp Schepmann, 
Gerrit Schmidt-Foß, 
Reiner Schöne,
Martin Semmelrogge,
Rajvinder Singh,
Jan Spitzer,
Marion von Stengel, 
Oliver Stritzel,
Joachim Tennstedt,
Jürgen Thormann,
Heinz Trixner,
Tom Vogt, 
Peter Weis,
Alexandra Wilcke,
Dietmar Wunder, 
Judy Winter,
Santiago Ziesmer,
Wolfgang Ziffer,
die aus der Serie Die drei ??? bekannten Sprecher Oliver Rohrbeck und Andreas Fröhlich, der John-Sinclair-Sprecher der früheren Tonstudio-Braun-Hörspiele Helmut Winkelmann und der Sinclair-Autor Helmut Rellergerd alias Jason Dark.

## Englischsprachiges Reboot
Seit März 2015 gab es neben der regulären Heftromanserie auch ein englischsprachiges Reboot der Sinclair-Romane, verfasst vom deutsch-amerikanischen Autor Emanuel Bergmann unter dem Pseudonym „Gabriel Conroy“. Diese wurden unter der Regie von Douglas Welbat parallel auch als Hörspiele in englischer Sprache vertont und waren wie die Romane der Neuauflage nur als Download erhältlich. Im Oktober 2018 wurden die sechs Folgen der ersten Staffel von John Sinclair - Demon Hunter allerdings nachträglich als Collection auf Audio-CD herausgebracht. Die letzte Folge der Hörspielserie erschien im Mai 2019, nachdem die zugehörige Romanserie zuvor bereits im Jahr 2016 mit Band 12 eingestellt worden war.

### Handlung
Das Reboot erzählt die Anfangsgeschichte John Sinclairs von neuem und übernimmt lediglich das Grundgerüst der ursprünglichen Romane aus dem Gespenster-Krimi. Auch bei den Hintergrundgeschichten der Figuren gibt es zahlreiche inhaltliche Änderungen und Modernisierungen. Unter anderem wird John Sinclair hier als Veteran dargestellt, der früher als Teil des Bataillons Black Watch in Afghanistan stationiert war.

### Unveröffentlichte Folgen
Ursprünglich waren mindestens drei weitere Hörspiele geplant, welche bis heute nicht erschienen sind. Die Folgen 13 bis 15 sollten die „Doctor Death Trilogy“ bilden und dabei die Hörspielserie in eine dritte Staffel fortführen. In diesen drei zusammenhängenden Folgen wäre John Sinclair erstmals auf seinen Erzgegner Dr. Death getroffen. Außerdem wäre auch Jane Collins eingeführt worden. Bereits im Jahr 2016 fanden Aufnahmen zu den Folgen 13–15 statt, doch die drei Hörspiele blieben infolge der Einstellung der englischsprachigen Romanserie bis heute unveröffentlicht.

### Folgenindex
| 1               | Curse of the Undead      | 27. März 2015      | GK001  |
| 2               | The Lord of Death        | 12. Juni 2015      | GK 010 |
| 3               | Dr. Satanos              | 31. Juli 2015      | GK 017 |
| 4               | A Feast of Blood         | 25. September 2015 | GK 025 |
| 5               | Dark Pharaoh             | 11. Dezember 2015  | GK 031 |
| 6               | The Vampire Graveyard    | 26. Februar 2016   | GK 034 |
| 7               | A Long Day in Hell       | 10. November 2017  | GK 038 |
| 8               | The Taste of Human Flesh | 2. Mai 2019        | GK 042 |
| 9               | To Kill A Beast          | 2. Mai 2019        | GK 057 |
| 10              | Black Dragon Rising      | 2. Mai 2019        | GK 168 |
| 11              | Rage of the Black Dragon | 2. Mai 2019        | GK 168 |
| 12              | Some Darker Magic        | 2. Mai 2019        | GK 061 |
| Anmerkungen: 1. |                          |                    |        |

## Sinclair Academy
Ab Juni 2016 erschien die kurzlebige Spin-off-Serie Sinclair Academy, die aus 13 Episoden besteht. Hierbei handelt es sich um inszenierte Lesungen der gleichnamigen Romanserie von E-Books, die einen Ableger der Hauptserie darstellt. Die Hörbuch-Adaptionen wurden vom Schauspieler Thomas Balou Martin gesprochen.

### Handlung
Die Geschichte der Sinclair Academy spielt viele Jahre in der Zukunft. John Sinclair ist hier bereits ein älterer Mann in seinen Sechzigern, der als Mentor eines neuen Teams aus Geisterjägern agiert. Dieses stellt er persönlich zusammen, um sicherzustellen, dass der Kampf gegen das Böse in die nächste Generation fortgeführt wird.
Die ausgewählten Nachfolger hatten zuvor schon Kontakt mit dem Übersinnlichen gehabt: Jack Archer ist der neueste Rekrut des Teams und war früher Soldat bei der British Army. Auf seiner Brust trägt er das Mal des Iblis, welches zu schmerzen beginnt, sobald Dämonen in der Nähe sind. Die Agentin Staysy Cole ist eine brillante Nahkämpferin und die Tochter einer haitianischen Voodoo-Priesterin. Auch sie selbst verfügt über einige Voodoo-Fähigkeiten. Der gebürtige Ägypter Hassan al-Baghdadi beschwor einst einen Dschinn, der seine gesamte Familie tötete. Er selbst überlebte nur, da er für Dämonen nahezu unsichtbar ist. Das vierte Mitglied ist die japanische Samurai-Schwertkämpferin Sachiko Mito, die übermenschliche Kräfte entwickelt, wenn sie wütend wird.
Zu den Gegnern der neuen Geisterjäger gehört unter anderem auch der Erzdämon Belphegor, dem erneut die Rückkehr gelungen ist, nachdem er Jahrzehnte zuvor bereits einmal von Suko vernichtet wurde (JS91 Der Höllenwurm).

### Folgenindex
| Nr. | Titel                            | Erscheinungsdatum  |
| --- | -------------------------------- | ------------------ |
| 1   | Belphegor – Der Fluch des Dämons | 10. Juni 2016      |
| 2   | Onna – Die Frau mit der Fratze   | 14. Juli 2016      |
| 3   | Die Stadt aus dem Abgrund        | 12. August 2016    |
| 4   | Sturm über Arbordale             | 9. September 2016  |
| 5   | Das Grauen von Oxford            | 11. November 2016  |
| 6   | Cyber-Dämonen                    | 11. November 2016  |
| 7   | Haus der verlorenen Seelen       | 24. April 2017     |
| 8   | Dämon der Schuld                 | 26. Mai 2017       |
| 9   | Die Spur des Berserkers          | 28. Juni 2017      |
| 10  | Das kalte Kind                   | 21. Juli 2017      |
| 11  | Die Rache des Voodooprinzen      | 25. August 2017    |
| 12  | Brandjagd                        | 29. September 2017 |
| 13  | Belphegors Rückkehr              | 26. Oktober 2017   |

## SINCLAIR
2019 startete mit der Hörspielserie SINCLAIR: Dead Zone von Dennis Ehrhardt und Sebastian Breidbach ein zeitgenössisches Reboot des John-Sinclair-Universums, das die Geschichte des Geisterjägers völlig neu und von Anfang an erzählt. Der Inhalt der sechsteiligen Hörspielserie wurde auch als Roman im Fischer-Tor Verlag veröffentlicht. Seit März 2021 erscheint die zweite Staffel unter dem Titel SINCLAIR: Underworld, die auf 8 reguläre Folgen ausgelegt ist. Ursprünglich begann Kyvos, die erste Folge der zweiten Staffel, mit einem längeren Prolog. Da die Folge dadurch allerdings zu lang für die Laufzeit einer CD geworden wäre, entschied man sich, diese 24-minütige Sequenz herauszuschneiden und stattdessen noch vor dem Beginn von Underworld als Folge 0 Prolog exklusiv zum Download bereitzustellen.

### Handlung
Laut Lübbe Audio hat die neue Serie den Anspruch, den Mystery-Aspekt und die Figurenzeichnung in den Vordergrund zu stellen. Die SINCLAIR-Reihe stellt einen Neuanfang dar und spielt in einer düsteren Parallelwelt, die unabhängig von der Hauptserie existiert. Die Figuren wurden stark überarbeitet und basieren nur lose auf den originalen Schöpfungen von Jason Dark. Unter anderem hat Shao in der neuen Serie eine Hauptrolle und arbeitet als Detective Constable mit ihrem Partner Zuko Gan zusammen.

### Folgenindex
| Nr. (gesamt)                      | Nr. (Staffel)                    | Titel                            | Erscheinungsdatum                |                                  |
| Staffel 1: Dead Zone (2019–2020)  | Staffel 1: Dead Zone (2019–2020) | Staffel 1: Dead Zone (2019–2020) | Staffel 1: Dead Zone (2019–2020) | Staffel 1: Dead Zone (2019–2020) |
| --------------------------------- | -------------------------------- | -------------------------------- | -------------------------------- | -------------------------------- |
| 1                                 | 1                                | Zeichen                          | 29. April 2019                   |                                  |
| 2                                 | 2                                | Strafe                           | 28. Juni 2019                    |                                  |
| 3                                 | 3                                | Zorn                             | 30. August 2019                  |                                  |
| 4                                 | 4                                | Leviathan                        | 31. Oktober 2019                 |                                  |
| 5                                 | 5                                | Schuld                           | 20. Dezember 2019                |                                  |
| 6                                 | 6                                | Nemesis                          | 28. Februar 2020                 |                                  |
| Staffel 2: Underworld (2021–2022) |                                  |                                  |                                  |                                  |
| 7                                 | 0                                | Prolog                           | 19. März 2021                    |                                  |
| 8                                 | 1                                | Kyvos                            | 26. März 2021                    |                                  |
| 9                                 | 2                                | Rausch                           | 28. Mai 2021                     |                                  |
| 10                                | 3                                | 180 bpm                          | 30. Juli 2021                    |                                  |
| 11                                | 4                                | Abbey Wood                       | 30. September 2021               |                                  |
| 12                                | 5                                | Magoi                            | 26. November 2021                |                                  |
| 13                                | 6                                | Harmony                          | 28. Januar 2022                  |                                  |
| 14                                | 7                                | Station F                        | 25. März 2022                    |                                  |
| 15                                | 8                                | Tote Zone                        | 27. Mai 2022                     |                                  |

## Die Suko-Akten
Seit Dezember 2021 erscheint der exklusiv als Download erhältliche Ableger Die Suko-Akten, welcher zunächst als Zusatzinhalt bei Apple und Spotify veröffentlicht wurde. Die Hörbucher erzählen Solo-Abenteuer von Suko und werden von seinem regulären Sprecher Martin May gelesen. Für die Serie wird das aktuelle Intro der Edition 2000 verwendet.
Die erste Staffel Insel der blutigen Bestien umfasst acht Episoden und erschien am 6. Mai 2022 als Download-Paket auf der Webseite von Lübbe Audio. Am 3. März 2023 folgte dort auch die komplette zweite Staffel Böse Seelen. Anlässlich des Jubiläumsevents zu 50 Jahren Geisterjäger John Sinclair waren die beiden Staffeln von Die Suko-Akten seit dem 15. Juli 2023 auch auf zwei MP3-CDs erhältlich.

### Handlung
Da John Sinclair nach einer durchzechten Nacht mit Bill Conolly unter einem Kater leidet, wird Suko in Insel der blutigen Bestien von Sir James Powell alleine in das Küstenstädtchen Caernarfon geschickt, um dort in einem mysteriösen Todesfall zu ermitteln. In einem nahe gelegenen Dorf wurde kurz zuvor der tote Geisterjäger und Spiritist Hilary Jones an Land gespült. Die Spur führt Suko auf die kleine Insel Ynys Adar vor der Küste von Wales, welche von untoten Werwölfen bewohnt wird.

### Folgenindex
| Nr. (gesamt)                                      | Nr. (Staffel)                                     | Titel                                             | Erscheinungsdatum                                 |                                                   |
| Staffel 1: Insel der blutigen Bestien (2021–2022) | Staffel 1: Insel der blutigen Bestien (2021–2022) | Staffel 1: Insel der blutigen Bestien (2021–2022) | Staffel 1: Insel der blutigen Bestien (2021–2022) | Staffel 1: Insel der blutigen Bestien (2021–2022) |
| ------------------------------------------------- | ------------------------------------------------- | ------------------------------------------------- | ------------------------------------------------- | ------------------------------------------------- |
| 1                                                 | 1                                                 | Ein grausamer Fund                                | 3. Dezember 2021                                  |                                                   |
| 2                                                 | 2                                                 | Der Angriff                                       | 17. Dezember 2021                                 |                                                   |
| 3                                                 | 3                                                 | Die Familie Trevellian                            | 7. Januar 2022                                    |                                                   |
| 4                                                 | 4                                                 | Die Höhle                                         | 21. Januar 2022                                   |                                                   |
| 5                                                 | 5                                                 | Wo ist Louise?                                    | 4. Februar 2022                                   |                                                   |
| 6                                                 | 6                                                 | Das Haus der Bestien                              | 18. Februar 2022                                  |                                                   |
| 7                                                 | 7                                                 | Simone                                            | 4. März 2022                                      |                                                   |
| 8                                                 | 8                                                 | Das Geständnis des Mister Trevellian              | 18. März 2022                                     |                                                   |
| Staffel 2: Böse Seelen (2022)                     |                                                   |                                                   |                                                   |                                                   |
| 9                                                 | 1                                                 | Die Gesellschaft der drei Harmonien               | 6. Mai 2022                                       |                                                   |
| 10                                                | 2                                                 | Cheng Luana                                       | 20. Mai 2022                                      |                                                   |
| 11                                                | 3                                                 | Tödliches Rendezvous                              | 3. Juni 2022                                      |                                                   |
| 12                                                | 4                                                 | Hun und P'o                                       | 17. Juni 2022                                     |                                                   |
| 13                                                | 5                                                 | Nächtliche Attacke                                | 1. Juli 2022                                      |                                                   |
| 14                                                | 6                                                 | And Battle Come Down                              | 15. Juli 2022                                     |                                                   |
| 15                                                | 7                                                 | Das fehlende Teil                                 | 29. Juli 2022                                     |                                                   |
| 16                                                | 8                                                 | Rache aus dem Totenreich                          | 12. August 2022                                   |                                                   |